# Puchar Świata w skokach narciarskich 1980/1981
Puchar Świata w skokach narciarskich 1980/1981 – 2. edycja Pucharu Świata mężczyzn w skokach narciarskich, która rozpoczęła się 30 grudnia 1980 w Oberstdorfie, a zakończyła 22 marca 1981 w Planicy.

## Zwycięzcy

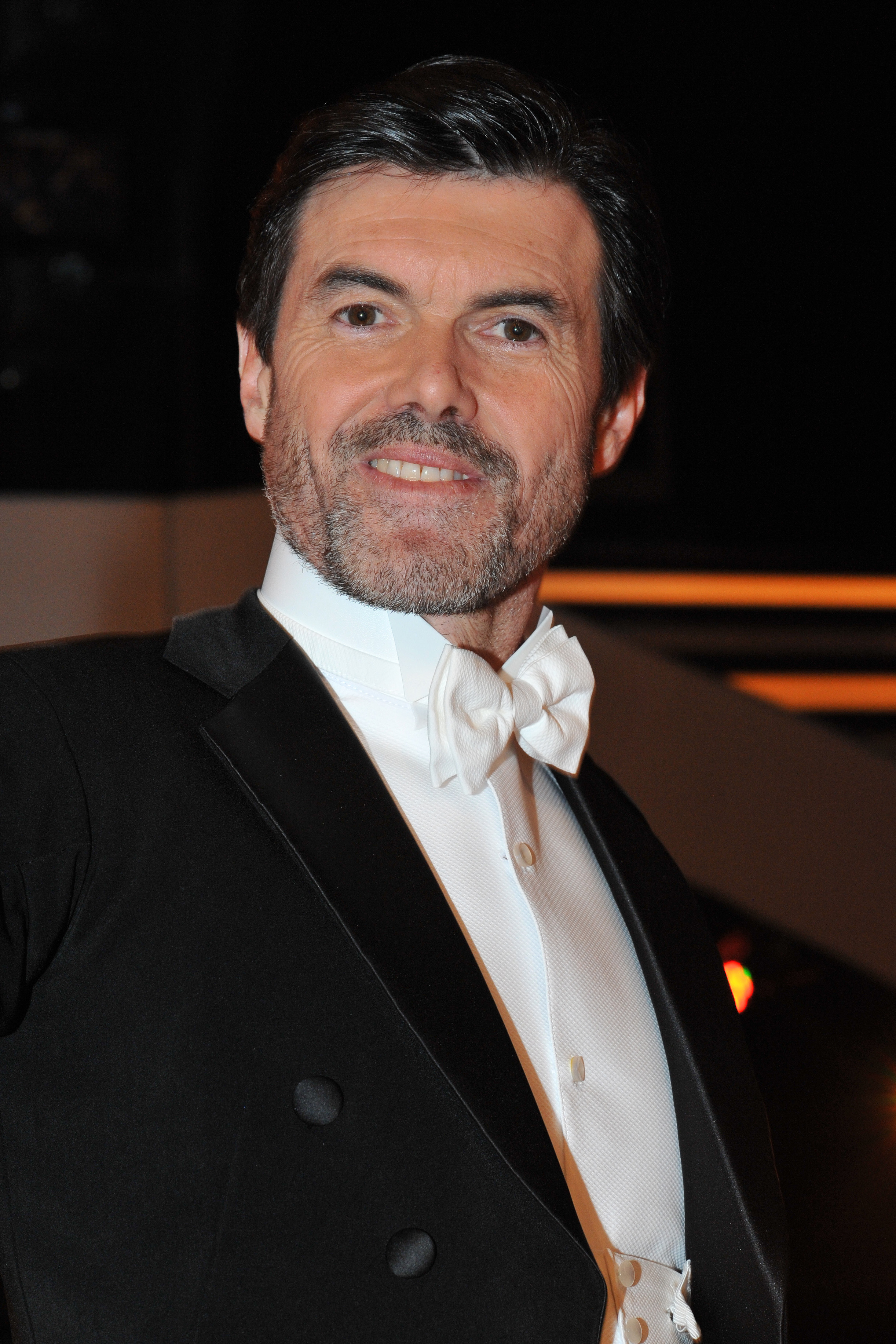
Hubert Neuper zwycięzca 29. Turnieju Czterech Skoczni
Reprezentacja Austrii zwycięzca klasyfikacji generalnej Pucharu Narodów

## Kalendarz i wyniki
| Lp                                                                                   | Data                                                                  | Miejscowość                                                           | Punkt K                                                               | Uwagi                                                                 | 1. miejsce        | 2. miejsce         | 3. miejsce                 |
| ------------------------------------------------------------------------------------ | --------------------------------------------------------------------- | --------------------------------------------------------------------- | --------------------------------------------------------------------- | --------------------------------------------------------------------- | ----------------- | ------------------ | -------------------------- |
| —                                                                                    | 21 grudnia 1980                                                       | Cortina d’Ampezzo                                                     | K-92                                                                  | [ a ]                                                                 | odwołany          | odwołany           | odwołany                   |
| 1.                                                                                   | 30 grudnia 1980                                                       | Oberstdorf                                                            | K-115                                                                 | TCS                                                                   | Hubert Neuper     | Jari Puikkonen     | Roger Ruud                 |
| 2.                                                                                   | 1 stycznia 1981                                                       | Garmisch-Partenkirchen                                                | K-107                                                                 | TCS                                                                   | Horst Bulau       | Per Bergerud       | Armin Kogler               |
| 3.                                                                                   | 4 stycznia 1981                                                       | Innsbruck                                                             | K-106                                                                 | TCS                                                                   | Jari Puikkonen    | Hubert Neuper      | Armin Kogler               |
| 4.                                                                                   | 6 stycznia 1981                                                       | Bischofshofen                                                         | K-106                                                                 | TCS                                                                   | Armin Kogler      | Hubert Neuper      | Per Bergerud               |
| 29. Turniej Czterech Skoczni – klasyfikacja końcowa                                  | 29. Turniej Czterech Skoczni – klasyfikacja końcowa                   | 29. Turniej Czterech Skoczni – klasyfikacja końcowa                   | 29. Turniej Czterech Skoczni – klasyfikacja końcowa                   | 29. Turniej Czterech Skoczni – klasyfikacja końcowa                   | Hubert Neuper     | Armin Kogler       | Jari Puikkonen             |
| 5.                                                                                   | 10 stycznia 1981                                                      | Harrachov                                                             | K-120                                                                 | TCz                                                                   | Roger Ruud        | Armin Kogler       | Per Bergerud Hubert Neuper |
| 6.                                                                                   | 11 stycznia 1981                                                      | Liberec                                                               | K-88                                                                  | TCz                                                                   | Roger Ruud        | Hans Wallner       | Piotr Sunin                |
| 18. Turniej Czeski – klasyfikacja końcowa                                            | 18. Turniej Czeski – klasyfikacja końcowa                             | 18. Turniej Czeski – klasyfikacja końcowa                             | 18. Turniej Czeski – klasyfikacja końcowa                             | 18. Turniej Czeski – klasyfikacja końcowa                             | Roger Ruud        | Armin Kogler       | Hans Wallner               |
| —                                                                                    | 17 stycznia 1981                                                      | Zakopane                                                              | K-82                                                                  | [ a ]                                                                 | odwołany          | odwołany           | odwołany                   |
| —                                                                                    | 18 stycznia 1981                                                      | Zakopane                                                              | K-115                                                                 | [ a ]                                                                 | odwołany          | odwołany           | odwołany                   |
| 7.                                                                                   | 21 stycznia 1981                                                      | Sankt Moritz                                                          | K-94                                                                  | TS                                                                    | Hubert Neuper     | Roger Ruud         | Armin Kogler               |
| 8.                                                                                   | 23 stycznia 1981                                                      | Gstaad                                                                | K-88                                                                  | TS                                                                    | Johan Sætre       | Armin Kogler       | Roger Ruud                 |
| 9.                                                                                   | 25 stycznia 1981                                                      | Engelberg                                                             | K-116                                                                 | TS                                                                    | Per Bergerud      | Armin Kogler       | Pentti Kokkonen            |
| Turniej Szwajcarski 1981 – klasyfikacja końcowa                                      | Turniej Szwajcarski 1981 – klasyfikacja końcowa                       | Turniej Szwajcarski 1981 – klasyfikacja końcowa                       | Turniej Szwajcarski 1981 – klasyfikacja końcowa                       | Turniej Szwajcarski 1981 – klasyfikacja końcowa                       | Armin Kogler      | Hubert Neuper      | Johan Sætre                |
| 10.                                                                                  | 13 lutego 1981                                                        | Ironwood                                                              | K-155                                                                 | TLN                                                                   | Alois Lipburger   | Andreas Felder     | John Broman                |
| 11.                                                                                  | 14 lutego 1981                                                        | Ironwood                                                              | K-155                                                                 | TLN                                                                   | Alois Lipburger   | Andreas Felder     | Fritz Koch                 |
| —                                                                                    | 15 lutego 1981                                                        | Ironwood                                                              | K-155                                                                 | TLN                                                                   | odwołany          | odwołany           | odwołany                   |
| Tydzień Lotów Narciarskich 1981 – klasyfikacja końcowa                               | Tydzień Lotów Narciarskich 1981 – klasyfikacja końcowa                | Tydzień Lotów Narciarskich 1981 – klasyfikacja końcowa                | Tydzień Lotów Narciarskich 1981 – klasyfikacja końcowa                | Tydzień Lotów Narciarskich 1981 – klasyfikacja końcowa                | Alois Lipburger   | Andreas Felder     | John Broman                |
| 12.                                                                                  | 14 lutego 1981                                                        | Sapporo                                                               | K-110                                                                 | –                                                                     | Armin Kogler      | Ole Bremseth       | Hubert Neuper              |
| 13.                                                                                  | 15 lutego 1981                                                        | Sapporo                                                               | K-110                                                                 | –                                                                     | Hans Wallner      | Ole Bremseth       | Armin Kogler               |
| 14.                                                                                  | 21 lutego 1981                                                        | Thunder Bay                                                           | K-89                                                                  | –                                                                     | Primož Ulaga      | Johan Sætre        | Steve Collins              |
| 15.                                                                                  | 22 lutego 1981                                                        | Thunder Bay                                                           | K-120                                                                 | –                                                                     | John Broman       | Ivar Mobekk        | Andreas Felder             |
| 16.                                                                                  | 26 lutego 1981                                                        | Chamonix                                                              | K-95                                                                  | –                                                                     | Roger Ruud        | Jon Eilert Bøgseth | Ernst Vettori              |
|                                                                                      |                                                                       |                                                                       |                                                                       |                                                                       |                   |                    |                            |
| Mistrzostwa Świata w Lotach Narciarskich 1981 • Oberstdorf, 27 lutego – 1 marca 1981 |                                                                       |                                                                       |                                                                       |                                                                       |                   |                    |                            |
|                                                                                      |                                                                       |                                                                       |                                                                       |                                                                       |                   |                    |                            |
| 17.                                                                                  | 28 lutego 1981                                                        | Saint-Nizier                                                          | K-112                                                                 | –                                                                     | Roger Ruud        | Ivar Mobekk        | Ernst Vettori              |
| 18.                                                                                  | 6 marca 1981                                                          | Lahti                                                                 | K-88                                                                  | ZwL                                                                   | Jari Puikkonen    | Horst Bulau        | Pentti Kokkonen            |
| 19.                                                                                  | 7 marca 1981                                                          | Lahti                                                                 | K-113                                                                 | ZwL                                                                   | Jari Puikkonen    | Matti Nykänen      | Horst Bulau                |
| 20.                                                                                  | 10 marca 1981                                                         | Falun                                                                 | K-89                                                                  | SS                                                                    | Armin Kogler      | Horst Bulau        | Johan Sætre                |
| 21.                                                                                  | 15 marca 1981                                                         | Oslo                                                                  | K-105                                                                 | HSF                                                                   | Roger Ruud        | Horst Bulau        | Johan Sætre                |
| 22.                                                                                  | 17 marca 1981                                                         | Bærum                                                                 | K-105                                                                 | –                                                                     | Horst Bulau       | Armin Kogler       | Roger Ruud                 |
| 23.                                                                                  | 21 marca 1981                                                         | Planica                                                               | K-92                                                                  | –                                                                     | Jari Puikkonen    | Horst Bulau        | Axel Zitzmann              |
| 24.                                                                                  | 22 marca 1981                                                         | Planica                                                               | K-117                                                                 | [ c ]                                                                 | Dag Holmen Jensen | Armin Kogler       | Alfred Groyer              |
| Puchar Świata w skokach narciarskich 1980/1981 – klasyfikacja końcowa                | Puchar Świata w skokach narciarskich 1980/1981 – klasyfikacja końcowa | Puchar Świata w skokach narciarskich 1980/1981 – klasyfikacja końcowa | Puchar Świata w skokach narciarskich 1980/1981 – klasyfikacja końcowa | Puchar Świata w skokach narciarskich 1980/1981 – klasyfikacja końcowa | Armin Kogler      | Roger Ruud         | Horst Bulau                |

## Statystyki indywidualne
| Zawodnik | Oberstdorf 30.12 | Garmisch-Partenkirchen 01.01 | Innsbruck 04.01 | Bischofshofen 06.01 | Harrachov 10.01. | Liberec 11.01. | Sankt Moritz 21.01. | Gstaad 23.01. | Engelberg 25.01. | Ironwood 13.02. | Ironwood 14.02. | Sapporo 14.02. | Sapporo 15.02. | Thunder Bay 21.02. | Thunder Bay 22.02. | Chamonix 26.02. | Saint-Nizer 28.02. | Lahti 06.03. | Lahti 07.03. | Falun 10.03. | Oslo 15.03. | Bærum 17.03. | Planica 21.03 | Planica 22.03 |
| --- | ---------------- | ---------------------------- | --------------- | ------------------- | ---------------- | -------------- | ------------------- | ------------- | ---------------- | --------------- | --------------- | -------------- | -------------- | ------------------ | ------------------ | --------------- | ------------------ | ------------ | ------------ | ------------ | ----------- | ------------ | ------------- | ------------- |
| Austria |                  |                              |                 |                     |                  |                |                     |               |                  |                 |                 |                |                |                    |                    |                 |                    |              |              |              |             |              |               |               |
| Gebhard Aberer | –                | –                            | –               | –                   | –                | –              | –                   | –             | –                | –               | –               | –              | –              | –                  | –                  | 8               | 8                  | –            | –            | –            | –           | –            | –             | –             |
| Andreas Felder | –                | –                            | 72              | 13                  | –                | –              | –                   | –             | –                | 2               | 2               | –              | –              | 21                 | 3                  | –               | –                  | 31           | 31           | 28           | 50          | –            | 27            | 14            |
| Alfred Groyer | 22               | 43                           | 30              | 23                  | 15               | 15             | 16                  | 14            | 22               | –               | –               | 26             | 30             | –                  | –                  | –               | –                  | 15           | 21           | 21           | 37          | –            | 4             | 3             |
| Rupert Hirner | –                | –                            | 87              | 81                  | –                | –              | –                   | –             | –                | –               | –               | –              | –              | –                  | –                  | –               | 36                 | –            | –            | –            | –           | –            | –             | –             |
| Fritz Koch | –                | 29                           | 43              | 24                  | –                | –              | –                   | –             | –                | 6               | 3               | –              | –              | 19                 | 13                 | 9               | 5                  | –            | –            | –            | –           | –            | –             | –             |
| Heinz Koch | –                | –                            | 63              | 80                  | –                | –              | –                   | –             | –                | –               | –               | –              | –              | –                  | –                  | –               | 21                 | –            | –            | –            | –           | –            | –             | –             |
| Armin Kogler | 4                | 3                            | 3               | 1                   | 2                | 5              | 3                   | 2             | 2                | –               | –               | 1              | 3              | –                  | –                  | –               | –                  | 9            | 8            | 1            | 8           | 2            | 13            | 2             |
| Alfred Lengauer | –                | –                            | 93              | 79                  | –                | –              | –                   | –             | –                | –               | –               | 34             | 35             | –                  | –                  | –               | 20                 | –            | –            | –            | –           | –            | –             | –             |
| Alois Lipburger | –                | –                            | 53              | 26                  | –                | –              | 11                  | 10            | 19               | 1               | 1               | –              | –              | 26                 | 8                  | 10              | 7                  | 26           | 32           | 12           | 23          | –            | 39            | 36            |
| Hans Millonig | 41               | 25                           | 24              | 22                  | 31               | 20             | 37                  | 35            | 45               | –               | –               | –              | –              | –                  | –                  | –               | –                  | –            | –            | –            | –           | –            | 18            | 24            |
| Hubert Neuper | 1                | 4                            | 2               | 2                   | 3                | 11             | 1                   | 5             | 5                | –               | –               | 3              | 6              | –                  | –                  | –               | –                  | 7            | 16           | 4            | 5           | –            | 8             | 23            |
| Willi Pürstl | 55               | –                            | 41              | –                   | –                | –              | 32                  | 39            | 18               | –               | –               | –              | –              | –                  | –                  | –               | –                  | –            | –            | –            | –           | –            | –             | –             |
| Manfred Steiner | –                | –                            | 55              | 15                  | –                | –              | –                   | –             | –                | 12              | –               | –              | –              | 30                 | 6                  | –               | –                  | 67           | 27           | 40           | 17          | –            | 47            | 34            |
| Klaus Tuchscherer | 28               | 38                           | 6               | 33                  | 12               | 12             | 7                   | 10            | 11               | –               | –               | 15             | 12             | –                  | –                  | –               | –                  | 18           | 20           | 14           | 20          | –            | –             | –             |
| Hans Wallner | 25               | 8                            | 10              | 4                   | 6                | 2              | 5                   | 8             | 7                | –               | –               | 5              | 1              | –                  | –                  | –               | –                  | 10           | 10           | 5            | 12          | 15           | 6             | 63            |
| Ernst Vettori | –                | –                            | 31              | 67                  | –                | –              | –                   | –             | –                | –               | –               | –              | –              | –                  | –                  | 3               | 3                  | –            | –            | –            | –           | –            | –             | –             |
| Bułgaria |                  |                              |                 |                     |                  |                |                     |               |                  |                 |                 |                |                |                    |                    |                 |                    |              |              |              |             |              |               |               |
| Atanas Atanasow | –                | –                            | –               | –                   | –                | –              | –                   | –             | –                | –               | –               | –              | –              | –                  | –                  | –               | –                  | –            | –            | –            | –           | –            | 69            | 72            |
| Walentin Bożiczkow | –                | –                            | –               | –                   | –                | –              | –                   | –             | –                | –               | –               | –              | –              | –                  | –                  | –               | –                  | –            | –            | –            | –           | –            | 48            | 45            |
| Władimir Brejczew | –                | –                            | –               | –                   | –                | –              | –                   | –             | –                | –               | –               | –              | –              | –                  | –                  | –               | –                  | –            | –            | –            | –           | –            | 53            | –             |
| Angeł Stojanow | –                | –                            | –               | –                   | –                | –              | –                   | –             | –                | –               | –               | –              | –              | –                  | –                  | –               | –                  | –            | –            | –            | –           | –            | 30            | –             |
| Czechosłowacja |                  |                              |                 |                     |                  |                |                     |               |                  |                 |                 |                |                |                    |                    |                 |                    |              |              |              |             |              |               |               |
| Jiří Balcar | –                | –                            | –               | –                   | 64               | 32             | –                   | –             | –                | –               | –               | –              | –              | –                  | –                  | –               | –                  | –            | –            | –            | –           | –            | –             | –             |
| Josef Brzuchanski | 69               | 72                           | 84              | 58                  | 52               | 53             | –                   | –             | –                | –               | –               | –              | –              | –                  | –                  | 13              | 25                 | –            | –            | –            | –           | –            | –             | –             |
| Ivo Felix | –                | –                            | –               | –                   | 59               | 58             | –                   | –             | –                | –               | –               | –              | –              | –                  | –                  | –               | –                  | –            | –            | –            | –           | –            | –             | –             |
| Jozef Hýsek | –                | –                            | –               | –                   | 39               | 19             | –                   | –             | –                | –               | –               | –              | –              | –                  | –                  | –               | 16                 | –            | –            | –            | –           | –            | –             | –             |
| Ján Jelenský | –                | –                            | –               | –                   | 21               | 28             | –                   | –             | –                | –               | –               | –              | –              | –                  | –                  | –               | –                  | –            | –            | –            | –           | –            | –             | –             |
| Ladislav Jirásko | –                | –                            | –               | –                   | 49               | 47             | –                   | –             | –                | –               | –               | –              | –              | –                  | –                  | –               | –                  | –            | –            | –            | –           | –            | –             | –             |
| Milan Kontur | –                | –                            | –               | –                   | 56               | 41             | –                   | –             | –                | –               | –               | –              | –              | –                  | –                  | –               | –                  | –            | –            | –            | –           | –            | –             | –             |
| Jiří Malec | –                | –                            | –               | –                   | 54               | 56             | –                   | –             | –                | –               | –               | –              | –              | –                  | –                  | –               | –                  | –            | –            | –            | –           | –            | –             | –             |
| Jindřich Mayer | –                | –                            | –               | –                   | 61               | 59             | –                   | –             | –                | –               | –               | –              | –              | –                  | –                  | –               | –                  | –            | –            | –            | –           | –            | –             | –             |
| Břetislav Novák | –                | –                            | –               | –                   | 51               | 37             | –                   | –             | –                | –               | –               | –              | –              | –                  | –                  | –               | –                  | –            | –            | –            | –           | –            | –             | –             |
| František Novák | –                | –                            | –               | –                   | 36               | 49             | –                   | –             | –                | –               | –               | –              | –              | –                  | –                  | 5               | 27                 | –            | –            | –            | –           | –            | –             | –             |
| Jiří Parma | 99               | 54                           | 82              | 77                  | 18               | 34             | –                   | –             | –                | –               | –               | –              | –              | –                  | –                  | –               | –                  | 47           | 22           | 36           | 31          | –            | –             | –             |
| Josef Samek | 43               | 37                           | 39              | 60                  | 7                | 10             | –                   | –             | –                | –               | –               | –              | –              | –                  | –                  | –               | –                  | 12           | 14           | 13           | 27          | –            | –             | –             |
| Vlastibor Sedlák | –                | –                            | –               | –                   | 50               | 63             | –                   | –             | –                | –               | –               | –              | –              | –                  | –                  | –               | –                  | –            | –            | –            | –           | –            | –             | –             |
| Miroslav Slušný | –                | –                            | –               | –                   | 38               | 45             | 68                  | 40            | 39               | –               | –               | –              | –              | –                  | –                  | 14              | 24                 | –            | –            | –            | –           | –            | –             | –             |
| Jan Svoboda | –                | –                            | –               | –                   | –                | –              | 55                  | 60            | 43               | –               | –               | –              | –              | –                  | –                  | –               | –                  | –            | –            | –            | –           | –            | –             | –             |
| Leoš Škoda | 49               | 21                           | 15              | 10                  | 8                | 9              | –                   | –             | –                | –               | –               | –              | –              | –                  | –                  | –               | –                  | 30           | 25           | 34           | 36          | –            | –             | –             |
| Ján Tánczos | –                | –                            | –               | –                   | 37               | 23             | –                   | –             | –                | –               | –               | –              | –              | –                  | –                  | –               | –                  | –            | –            | –            | –           | –            | –             | –             |
| Bohumil Vacek | 93               | 74                           | 61              | 66                  | 34               | 24             | –                   | –             | –                | –               | –               | –              | –              | –                  | –                  | –               | –                  | 45           | 46           | 55           | –           | –            | –             | –             |
| Finlandia |                  |                              |                 |                     |                  |                |                     |               |                  |                 |                 |                |                |                    |                    |                 |                    |              |              |              |             |              |               |               |
| Asko Aalto | –                | –                            | –               | –                   | 26               | 26             | –                   | –             | –                | –               | –               | –              | –              | 9                  | 27                 | –               | –                  | 39           | 29           | –            | –           | –            | –             | –             |
| Ari Bono | –                | –                            | –               | –                   | –                | –              | –                   | –             | –                | –               | –               | –              | –              | –                  | –                  | –               | –                  | 44           | –            | –            | –           | –            | –             | –             |
| Kari Heinonen | 38               | 14                           | 7               | 14                  | –                | –              | 20                  | 9             | 16               | –               | –               | –              | –              | 8                  | 44                 | –               | –                  | 20           | 30           | –            | –           | –            | –             | –             |
| Kari Jormakka | –                | –                            | –               | –                   | –                | –              | –                   | –             | –                | –               | –               | –              | –              | –                  | –                  | –               | –                  | –            | 61           | –            | –           | –            | –             | –             |
| Kalevi Junkkarinen | –                | –                            | –               | –                   | –                | –              | –                   | –             | –                | –               | –               | –              | –              | 27                 | 56                 | –               | –                  | 42           | 48           | –            | –           | –            | –             | –             |
| Jari Kelonen | –                | –                            | –               | –                   | –                | –              | –                   | –             | –                | –               | –               | –              | –              | –                  | –                  | –               | –                  | 59           | –            | –            | –           | –            | –             | –             |
| Mika Kojonkoski | –                | –                            | –               | –                   | –                | –              | –                   | –             | –                | –               | –               | –              | –              | –                  | –                  | –               | –                  | 66           | 71           | –            | –           | –            | –             | –             |
| Pentti Kokkonen | 5                | 12                           | 4               | 42                  | 14               | 4              | 6                   | 4             | 3                | –               | –               | –              | –              | –                  | –                  | –               | –                  | 3            | 9            | 38           | 22          | –            | –             | –             |
| Keijo Korhonen | 66               | 23                           | 44              | 56                  | –                | –              | –                   | –             | –                | –               | –               | –              | –              | –                  | –                  | –               | –                  | 19           | 34           | –            | –           | –            | –             | –             |
| Jari Larinto | –                | –                            | –               | –                   | –                | –              | –                   | –             | –                | –               | –               | –              | –              | –                  | –                  | –               | –                  | 56           | 55           | –            | –           | –            | –             | –             |
| Tapio Mikkonen | –                | –                            | –               | –                   | –                | –              | –                   | –             | –                | –               | –               | –              | –              | –                  | –                  | –               | –                  | 33           | 45           | –            | –           | –            | –             | –             |
| Erkki Nykänen | –                | –                            | –               | –                   | –                | –              | –                   | –             | –                | –               | –               | –              | –              | –                  | –                  | –               | –                  | 62           | 59           | –            | –           | –            | –             | –             |
| Matti Nykänen | –                | –                            | –               | –                   | 44               | 25             | –                   | –             | –                | –               | –               | –              | –              | –                  | –                  | –               | –                  | 6            | 2            | 23           | 30          | –            | –             | –             |
| Ari Oulasvuori | –                | –                            | –               | –                   | –                | –              | –                   | –             | –                | –               | –               | –              | –              | –                  | –                  | –               | –                  | –            | 37           | –            | –           | –            | –             | –             |
| Jari Puikkonen | 2                | 10                           | 1               | 11                  | –                | –              | 10                  | 7             | 15               | –               | –               | –              | –              | –                  | –                  | –               | –                  | 1            | 1            | 24           | 7           | 4            | 1             | –             |
| Jari Pulkkinen | 59               | 40                           | 47              | 39                  | –                | –              | –                   | –             | –                | –               | –               | –              | –              | –                  | –                  | –               | –                  | –            | –            | –            | –           | –            | –             | –             |
| Markku Pusenius | –                | –                            | –               | –                   | 47               | 27             | –                   | –             | –                | –               | –               | –              | –              | –                  | –                  | –               | –                  | 23           | 14           | –            | –           | –            | –             | –             |
| Markku Reijonen | –                | –                            | –               | –                   | –                | –              | –                   | –             | –                | –               | –               | –              | –              | –                  | –                  | –               | –                  | 16           | 22           | 35           | –           | –            | –             | –             |
| Ilkka Ronkainen | –                | –                            | –               | –                   | –                | –              | –                   | –             | –                | –               | –               | –              | –              | –                  | –                  | –               | –                  | 68           | 66           | –            | –           | –            | –             | –             |
| Pasi Ronkainen | –                | –                            | –               | –                   | –                | –              | –                   | –             | –                | –               | –               | –              | –              | –                  | –                  | –               | –                  | 29           | 60           | –            | –           | –            | –             | –             |
| Pertti Savolainen | –                | –                            | –               | –                   | –                | –              | –                   | –             | –                | –               | –               | –              | –              | –                  | –                  | –               | –                  | 38           | 36           | –            | –           | –            | –             | –             |
| Jarmo Suni | –                | –                            | –               | –                   | –                | –              | –                   | –             | –                | –               | –               | –              | –              | –                  | –                  | –               | –                  | 58           | 63           | –            | –           | –            | –             | –             |
| Erkki Takkinen | –                | –                            | –               | –                   | –                | –              | –                   | –             | –                | –               | –               | –              | –              | –                  | –                  | –               | –                  | 65           | 69           | –            | –           | –            | –             | –             |
| Pekka Tolkkinen | –                | –                            | –               | –                   | 10               | 28             | –                   | –             | –                | –               | –               | –              | –              | 60                 | 28                 | –               | –                  | 43           | 53           | –            | –           | –            | –             | –             |
| Jouko Törmänen | 7                | 67                           | 12              | 8                   | –                | –              | –                   | –             | –                | –               | –               | –              | –              | –                  | –                  | –               | –                  | 22           | 18           | –            | –           | –            | –             | –             |
| Pertti Tuhkanen | –                | –                            | –               | –                   | –                | –              | –                   | –             | –                | –               | –               | –              | –              | –                  | –                  | –               | –                  | 25           | –            | –            | –           | –            | –             | –             |
| Kari Ylianttila | 10               | 51                           | 18              | 19                  | 11               | 17             | 19                  | 6             | 9                | –               | –               | –              | –              | –                  | –                  | –               | –                  | 8            | 19           | 7            | 32          | 11           | –             | –             |
| Francja |                  |                              |                 |                     |                  |                |                     |               |                  |                 |                 |                |                |                    |                    |                 |                    |              |              |              |             |              |               |               |
| Gérard Colin | 74               | 49                           | 66              | –                   | –                | –              | 39                  | 29            | 35               | –               | –               | –              | –              | 41                 | 19                 | 15              | 17                 | –            | –            | 53           | –           | –            | –             | –             |
| Patric Dubiez | –                | –                            | –               | –                   | –                | –              | 59                  | 54            | 51               | –               | –               | –              | –              | 49                 | 46                 | –               | 28                 | –            | –            | –            | –           | –            | –             | –             |
| Bernard Guillaume | 89               | 83                           | 67              | –                   | –                | –              | 48                  | 56            | 44               | –               | –               | –              | –              | 52                 | 51                 | –               | 30                 | –            | –            | –            | –           | –            | 78            | 60            |
| Philippe Jacoberger | 70               | 62                           | 77              | –                   | –                | –              | 47                  | 45            | 47               | –               | –               | –              | –              | 44                 | 54                 | 16              | 33                 | –            | –            | –            | –           | –            | 82            | 71            |
| Eric Lazzaroni | –                | –                            | –               | –                   | –                | –              | –                   | –             | –                | –               | –               | –              | –              | –                  | –                  | –               | 38                 | –            | –            | –            | –           | –            | –             | –             |
| Bernard Moullier | 46               | 70                           | –               | –                   | –                | –              | 56                  | 62            | 55               | –               | –               | –              | –              | 46                 | 21                 | –               | 31                 | –            | –            | –            | –           | –            | 52            | 44            |
| Franck Salvi | –                | –                            | –               | –                   | –                | –              | –                   | –             | –                | –               | –               | –              | –              | –                  | –                  | –               | 44                 | –            | –            | –            | –           | –            | –             | –             |
| Thierry Sauvanet | 86               | 99                           | 81              | –                   | –                | –              | –                   | –             | –                | –               | –               | –              | –              | 54                 | 43                 | –               | 18                 | –            | –            | 47           | –           | –            | 57            | 67            |
| Jean-Daniel Vandelle | –                | –                            | –               | –                   | –                | –              | –                   | –             | –                | –               | –               | –              | –              | –                  | –                  | –               | 52                 | –            | –            | –            | –           | –            | –             | –             |
| Hiszpania |                  |                              |                 |                     |                  |                |                     |               |                  |                 |                 |                |                |                    |                    |                 |                    |              |              |              |             |              |               |               |
| Tomás Cano | –                | –                            | –               | –                   | –                | –              | 69                  | 77            | 67               | –               | –               | –              | –              | –                  | –                  | –               | –                  | –            | –            | –            | –           | –            | –             | –             |
| Ángel Janiquet | 102              | 96                           | 99              | 88                  | –                | –              | –                   | –             | –                | –               | –               | –              | –              | –                  | –                  | –               | –                  | –            | –            | –            | –           | –            | –             | –             |
| Japonia |                  |                              |                 |                     |                  |                |                     |               |                  |                 |                 |                |                |                    |                    |                 |                    |              |              |              |             |              |               |               |
| Hiroyasu Aizawa | –                | –                            | –               | –                   | –                | –              | –                   | –             | –                | –               | –               | 58             | 58             | –                  | –                  | –               | –                  | –            | –            | –            | –           | –            | –             | –             |
| Kazuhiro Akimoto | –                | –                            | –               | –                   | –                | –              | 31                  | 30            | 41               | –               | –               | 42             | 51             | 50                 | 30                 | –               | –                  | –            | –            | –            | –           | –            | –             | –             |
| Masahiro Akimoto | 32               | 5                            | 23              | 12                  | –                | –              | –                   | –             | –                | –               | –               | 12             | 31             | –                  | –                  | –               | –                  | –            | –            | –            | –           | –            | –             | –             |
| Toshihiro Hanada | –                | –                            | –               | –                   | –                | –              | –                   | –             | –                | –               | –               | 54             | 59             | –                  | –                  | –               | –                  | –            | –            | –            | –           | –            | –             | –             |
| Terumi Hashimoto | –                | –                            | –               | –                   | –                | –              | 50                  | 49            | 57               | –               | –               | 49             | 41             | –                  | –                  | –               | –                  | –            | –            | –            | –           | –            | –             | –             |
| Takao Itō | –                | –                            | –               | –                   | –                | –              | –                   | –             | –                | –               | –               | 35             | 47             | –                  | –                  | –               | –                  | –            | –            | –            | –           | –            | –             | –             |
| Motoshi Iwasaki | –                | –                            | –               | –                   | –                | –              | –                   | –             | –                | –               | –               | 55             | 49             | –                  | –                  | –               | –                  | –            | –            | –            | –           | –            | –             | –             |
| Rikiya Jinno | 101              | 93                           | 94              | 91                  | –                | –              | –                   | –             | –                | –               | –               | 59             | 42             | –                  | –                  | –               | –                  | 71           | 68           | 63           | –           | –            | 67            | 62            |
| Kōji Kakuta | –                | –                            | –               | –                   | –                | –              | –                   | –             | –                | –               | –               | 47             | 54             | –                  | –                  | –               | –                  | –            | –            | –            | –           | –            | –             | –             |
| Norihiro Kanno | –                | –                            | –               | –                   | –                | –              | –                   | –             | –                | –               | –               | 40             | 48             | –                  | –                  | –               | –                  | –            | –            | –            | –           | –            | –             | –             |
| Takafumi Kawabata | –                | –                            | –               | –                   | –                | –              | –                   | –             | –                | –               | –               | 62             | –              | –                  | –                  | –               | –                  | –            | –            | –            | –           | –            | –             | –             |
| Yūji Kawamura | 77               | 73                           | 100             | 45                  | –                | –              | –                   | –             | –                | –               | –               | 37             | 44             | –                  | –                  | –               | –                  | –            | –            | –            | –           | –            | –             | –             |
| Takumi Kon | –                | –                            | –               | –                   | –                | –              | –                   | –             | –                | –               | –               | 43             | 28             | –                  | –                  | –               | –                  | –            | –            | –            | –           | –            | –             | –             |
| Yasuo Maruto | –                | –                            | –               | –                   | –                | –              | –                   | –             | –                | –               | –               | 51             | 56             | –                  | –                  | –               | –                  | –            | –            | –            | –           | –            | –             | –             |
| Saturu Matsuhashi | 60               | 55                           | 62              | 35                  | –                | –              | –                   | –             | –                | –               | –               | –              | –              | –                  | –                  | –               | –                  | –            | –            | –            | –           | –            | –             | –             |
| Masaru Nagaoka | 76               | 65                           | 65              | 57                  | –                | –              | –                   | –             | –                | –               | –               | 37             | 25             | –                  | –                  | –               | –                  | 61           | 40           | 45           | 34          | –            | 71            | 31            |
| Nobuo Nakatsu | –                | –                            | –               | –                   | –                | –              | 49                  | 44            | 50               | 16              | 10              | –              | –              | 34                 | 16                 | –               | –                  | –            | –            | –            | –           | –            | –             | –             |
| Chiharu Nishikata | –                | –                            | –               | –                   | –                | –              | –                   | –             | –                | –               | –               | 52             | 39             | –                  | –                  | –               | –                  | –            | –            | –            | –           | –            | –             | –             |
| Shōhei Sakaguchi | –                | –                            | –               | –                   | –                | –              | –                   | –             | –                | –               | –               | 30             | 52             | –                  | –                  | –               | –                  | 40           | 43           | 72           | –           | –            | –             | –             |
| Hiroo Shima | –                | –                            | –               | –                   | –                | –              | –                   | –             | –                | –               | –               | 56             | 55             | –                  | –                  | –               | –                  | –            | –            | –            | –           | –            | –             | –             |
| Masahiro Sugawara | –                | –                            | –               | –                   | –                | –              | –                   | –             | –                | –               | –               | 44             | 53             | –                  | –                  | –               | –                  | –            | –            | –            | –           | –            | –             | –             |
| Shiro Shimizu | –                | –                            | –               | –                   | –                | –              | –                   | –             | –                | –               | –               | 48             | 50             | –                  | –                  | –               | –                  | –            | –            | –            | –           | –            | –             | –             |
| Hiroshi Takagi | –                | –                            | –               | –                   | –                | –              | –                   | –             | –                | –               | –               | –              | –              | 45                 | 33                 | –               | –                  | –            | –            | –            | –           | –            | –             | –             |
| Kōji Takagi | –                | –                            | –               | –                   | –                | –              | –                   | –             | –                | –               | –               | 60             | 38             | –                  | –                  | –               | –                  | –            | –            | –            | –           | –            | –             | –             |
| Masahiko Takahashi | –                | –                            | –               | –                   | –                | –              | –                   | –             | –                | –               | –               | 39             | 43             | –                  | –                  | –               | –                  | –            | –            | –            | –           | –            | –             | –             |
| Shin’ichi Tanaka | 62               | 35                           | 58              | 65                  | –                | –              | –                   | –             | –                | –               | –               | 50             | 61             | –                  | –                  | –               | –                  | –            | –            | –            | –           | –            | –             | –             |
| Osamu Tanemura | –                | –                            | –               | –                   | –                | –              | 54                  | 37            | 49               | –               | –               | 45             | 27             | –                  | –                  | –               | –                  | –            | –            | –            | –           | –            | –             | –             |
| Sakae Tsuruga | 50               | 94                           | 74              | 69                  | –                | –              | –                   | –             | –                | –               | –               | 45             | 36             | –                  | –                  | –               | –                  | –            | –            | –            | –           | –            | –             | –             |
| Yatarō Watase | –                | –                            | –               | –                   | –                | –              | –                   | –             | –                | –               | –               | –              | –              | 36                 | 36                 | –               | –                  | –            | –            | –            | –           | –            | –             | –             |
| Hirokazu Yagi | 11               | 15                           | 22              | 20                  | –                | –              | –                   | –             | –                | –               | –               | 13             | 33             | –                  | –                  | –               | –                  | 32           | 38           | 29           | 25          | –            | 15            | 26            |
| Jugosławia |                  |                              |                 |                     |                  |                |                     |               |                  |                 |                 |                |                |                    |                    |                 |                    |              |              |              |             |              |               |               |
| Mišo Anžel | –                | –                            | –               | –                   | –                | –              | –                   | –             | –                | –               | –               | –              | –              | –                  | –                  | –               | –                  | –            | –            | –            | –           | –            | 53            | 68            |
| Vasja Bajc | –                | –                            | –               | –                   | –                | –              | –                   | –             | –                | –               | –               | –              | –              | –                  | –                  | –               | –                  | –            | –            | –            | –           | –            | 44            | 43            |
| Stanko Baloh | –                | –                            | –               | –                   | –                | –              | –                   | –             | –                | –               | –               | –              | –              | –                  | –                  | –               | 43                 | –            | –            | –            | –           | –            | 55            | 74            |
| Branko Benedik | 21               | 39                           | 54              | 71                  | 29               | 46             | 33                  | 50            | 42               | 5               | 6               | –              | –              | 38                 | 23                 | –               | –                  | –            | –            | –            | 49          | –            | 31            | 21            |
| Miro Bizjak | 84               | 90                           | 95              | 70                  | –                | –              | –                   | –             | –                | –               | –               | 31             | 26             | 55                 | 50                 | –               | –                  | –            | –            | –            | –           | –            | 35            | 41            |
| Krištof Gašpirc | –                | –                            | –               | –                   | –                | –              | –                   | –             | –                | –               | –               | –              | –              | –                  | –                  | –               | 48                 | –            | –            | –            | –           | –            | 79            | 69            |
| Bojan Globočnik | –                | –                            | –               | –                   | –                | –              | –                   | –             | –                | –               | –               | –              | –              | –                  | –                  | –               | 44                 | –            | –            | –            | –           | –            | 29            | 38            |
| Bogdan Jemc | –                | –                            | –               | –                   | –                | –              | –                   | –             | –                | –               | –               | –              | –              | –                  | –                  | –               | –                  | –            | –            | –            | –           | –            | 59            | 73            |
| Toni Justin | –                | –                            | –               | –                   | –                | –              | –                   | –             | –                | –               | –               | –              | –              | –                  | –                  | –               | –                  | –            | –            | –            | –           | –            | 81            | 55            |
| Andrej Kaizer | 91               | –                            | –               | –                   | –                | –              | –                   | –             | –                | –               | –               | –              | –              | –                  | –                  | –               | 29                 | –            | –            | –            | –           | –            | 72            | 51            |
| Dušan Kavčič | –                | –                            | –               | –                   | –                | –              | –                   | –             | –                | –               | –               | –              | –              | –                  | –                  | –               | –                  | –            | –            | –            | –           | –            | 76            | 47            |
| Andrej Komel | –                | –                            | –               | –                   | –                | –              | –                   | –             | –                | –               | –               | –              | –              | –                  | –                  | –               | –                  | –            | –            | –            | –           | –            | 64            | 66            |
| Marjan Križaj | –                | –                            | –               | –                   | –                | –              | –                   | –             | –                | –               | –               | –              | –              | –                  | –                  | –               | –                  | –            | –            | –            | –           | –            | 69            | 49            |
| Rajko Lotrič | 67               | 53                           | 75              | 61                  | 32               | 48             | 27                  | 34            | 38               | 7               | –               | –              | –              | 35                 | 24                 | –               | –                  | –            | –            | –            | –           | –            | 19            | 32            |
| Bogdan Norčič | 51               | 48                           | 78              | 16                  | –                | –              | –                   | –             | –                | –               | –               | 23             | 11             | 28                 | 20                 | –               | –                  | –            | –            | –            | –           | –            | 17            | 20            |
| Peter Pibernik | –                | –                            | –               | –                   | –                | –              | –                   | –             | –                | –               | –               | –              | –              | –                  | –                  | –               | –                  | –            | –            | –            | –           | –            | 75            | 61            |
| Zlatko Suzič | –                | –                            | –               | –                   | –                | –              | –                   | –             | –                | –               | –               | –              | –              | –                  | –                  | –               | –                  | –            | –            | –            | –           | –            | 77            | 53            |
| Miran Tepeš | –                | –                            | –               | –                   | –                | –              | –                   | –             | –                | –               | –               | –              | –              | –                  | –                  | –               | –                  | –            | –            | –            | –           | –            | 34            | 27            |
| Primož Ulaga | 45               | 19                           | 45              | 32                  | 40               | 39             | 9                   | 24            | 24               | –               | –               | 33             | 16             | 1                  | 11                 | –               | –                  | –            | –            | –            | 4           | 8            | 7             | 75            |
| Marjan Urbančič | 64               | 66                           | 80              | –                   | –                | –              | –                   | –             | –                | –               | –               | –              | –              | –                  | –                  | –               | –                  | –            | –            | –            | –           | –            | 50            | 70            |
| Stanko Velikonja | –                | –                            | –               | –                   | –                | –              | –                   | –             | –                | –               | –               | –              | –              | –                  | –                  | –               | –                  | –            | –            | –            | –           | –            | 63            | 59            |
| Ivo Zupan | –                | –                            | –               | –                   | –                | –              | –                   | –             | –                | –               | –               | –              | –              | –                  | –                  | –               | –                  | –            | –            | –            | –           | –            | 73            | –             |
| Matjaž Žagar | –                | –                            | –               | –                   | –                | –              | –                   | –             | –                | –               | –               | –              | –              | –                  | –                  | –               | 26                 | –            | –            | –            | –           | –            | 45            | 39            |
| Kanada |                  |                              |                 |                     |                  |                |                     |               |                  |                 |                 |                |                |                    |                    |                 |                    |              |              |              |             |              |               |               |
| David Brown | –                | –                            | –               | –                   | –                | –              | –                   | –             | –                | –               | –               | –              | –              | 66                 | –                  | –               | –                  | –            | –            | –            | –           | –            | –             | –             |
| John Buckley | –                | –                            | –               | –                   | –                | –              | –                   | –             | –                | –               | –               | –              | –              | 67                 | –                  | –               | –                  | –            | –            | –            | –           | –            | –             | –             |
| Horst Bulau | 16               | 1                            | 25              | 30                  | 5                | 8              | –                   | –             | –                | –               | –               | 4              | 8              | 30                 | 5                  | –               | –                  | 2            | 3            | 2            | 2           | 1            | 2             | 28            |
| Leon Collins | –                | –                            | –               | –                   | –                | –              | –                   | –             | –                | –               | –               | –              | –              | 64                 | –                  | –               | –                  | –            | –            | –            | –           | –            | –             | –             |
| Steve Collins | 58               | 26                           | 26              | 47                  | 19               | 30             | –                   | –             | –                | –               | –               | –              | –              | 3                  | 15                 | –               | –                  | 4            | 5            | 27           | 16          | 12           | 12            | 4             |
| Graig Drabitt | –                | –                            | –               | –                   | –                | –              | –                   | –             | –                | –               | –               | –              | –              | 47                 | 53                 | –               | –                  | –            | –            | –            | –           | –            | –             | –             |
| Tim Foster | –                | –                            | –               | –                   | –                | –              | –                   | –             | –                | –               | –               | 57             | 60             | 37                 | 32                 | –               | –                  | –            | –            | –            | –           | –            | –             | –             |
| John Heilig | –                | –                            | –               | –                   | –                | –              | –                   | –             | –                | –               | –               | –              | –              | 71                 | –                  | –               | –                  | –            | –            | –            | –           | –            | –             | –             |
| Gary Hyatt | –                | –                            | –               | –                   | –                | –              | –                   | –             | –                | –               | –               | –              | –              | 68                 | –                  | –               | –                  | –            | –            | –            | –           | –            | –             | –             |
| Darcy Jessiman | –                | –                            | –               | –                   | –                | –              | –                   | –             | –                | –               | –               | –              | –              | 58                 | –                  | –               | –                  | –            | –            | –            | –           | –            | –             | –             |
| Slawomir Kardas | –                | –                            | –               | –                   | –                | –              | –                   | –             | –                | –               | –               | –              | –              | 56                 | –                  | –               | –                  | –            | –            | –            | –           | –            | –             | –             |
| Chris Lang | –                | –                            | –               | –                   | –                | –              | –                   | –             | –                | –               | –               | –              | –              | 70                 | –                  | –               | –                  | –            | –            | –            | –           | –            | –             | –             |
| Greg Lang | –                | –                            | –               | –                   | –                | –              | –                   | –             | –                | –               | –               | –              | –              | 65                 | –                  | –               | –                  | –            | –            | –            | –           | –            | –             | –             |
| Ron Rautio | –                | –                            | –               | –                   | –                | –              | –                   | –             | –                | –               | –               | –              | –              | 69                 | –                  | –               | –                  | –            | –            | –            | –           | –            | –             | –             |
| Veli Rautio | –                | –                            | –               | –                   | –                | –              | –                   | –             | –                | –               | –               | –              | –              | 28                 | 35                 | –               | –                  | 23           | 52           | 68           | –           | –            | 46            | 76            |
| Ron Richards | 68               | 41                           | 70              | 55                  | 45               | 57             | –                   | –             | –                | –               | –               | –              | –              | 57                 | 40                 | –               | –                  | –            | –            | –            | –           | –            | –             | –             |
| John Servold | –                | –                            | –               | –                   | –                | –              | –                   | –             | –                | –               | –               | –              | –              | 48                 | 47                 | –               | –                  | 69           | –            | –            | –           | –            | –             | –             |
| Tom Thompson | 97               | 78                           | 83              | 82                  | 55               | 52             | –                   | –             | –                | –               | –               | 36             | 46             | 43                 | 45                 | –               | –                  | –            | –            | –            | –           | –            | –             | –             |
| John Winkler | –                | –                            | –               | –                   | –                | –              | –                   | –             | –                | –               | –               | –              | –              | 62                 | –                  | –               | –                  | –            | –            | –            | –           | –            | –             | –             |
| Roger Zilkowsky | –                | –                            | –               | –                   | –                | –              | –                   | –             | –                | –               | –               | –              | –              | 51                 | –                  | –               | –                  | –            | –            | –            | –           | –            | –             | –             |
| Tim Zilkowsky | –                | –                            | –               | –                   | –                | –              | –                   | –             | –                | –               | –               | –              | –              | 61                 | –                  | –               | –                  | –            | –            | –            | –           | –            | –             | –             |
| Norwegia |                  |                              |                 |                     |                  |                |                     |               |                  |                 |                 |                |                |                    |                    |                 |                    |              |              |              |             |              |               |               |
| Halvor Asphol | –                | –                            | –               | –                   | –                | –              | 14                  | 36            | 6                | –               | –               | 32             | 9              | –                  | –                  | –               | –                  | 63           | 33           | 24           | –           | –            | –             | –             |
| Per Bergerud | 8                | 2                            | 13              | 3                   | 3                | 7              | 13                  | 12            | 1                | –               | –               | 9              | 4              | –                  | –                  | –               | –                  | 12           | 13           | 10           | 23          | 10           | 9             | 14            |
| Ole Bremseth | –                | –                            | –               | –                   | –                | –              | –                   | –             | –                | –               | –               | 2              | 2              | –                  | –                  | –               | 6                  | 11           | 17           | 6            | 10          | 13           | 38            | 9             |
| Jon Eilert Bøgseth | 36               | 50                           | –               | –                   | –                | –              | –                   | –             | –                | 9               | 13              | –              | –              | 6                  | 38                 | 2               | 4                  | 46           | 44           | 30           | 19          | –            | 66            | 10            |
| Tom Christiansen | –                | –                            | –               | –                   | –                | –              | –                   | –             | –                | –               | –               | –              | –              | –                  | –                  | –               | –                  | –            | –            | –            | 27          | –            | –             | –             |
| Olav Hansson | –                | –                            | –               | –                   | –                | –              | –                   | –             | –                | –               | –               | –              | –              | –                  | –                  | –               | –                  | –            | –            | –            | 21          | –            | –             | –             |
| Rune Hauge | –                | –                            | –               | –                   | –                | –              | –                   | –             | –                | –               | –               | –              | –              | –                  | –                  | –               | –                  | –            | –            | –            | 48          | –            | –             | –             |
| Dag Holmen Jensen | –                | –                            | –               | –                   | –                | –              | –                   | –             | –                | –               | –               | –              | –              | –                  | –                  | –               | –                  | 17           | 4            | –            | 14          | 7            | 11            | 1             |
| Ulf Jørgensen | –                | –                            | –               | –                   | –                | –              | –                   | –             | –                | –               | –               | –              | –              | –                  | –                  | –               | –                  | –            | –            | –            | 39          | –            | –             | –             |
| Sveinung Kirkelund | –                | –                            | –               | –                   | –                | –              | –                   | –             | –                | 10              | 5               | –              | –              | 12                 | 41                 | –               | –                  | –            | –            | –            | –           | –            | –             | –             |
| Tom Levorstad | 37               | 33                           | 71              | 61                  | 30               | 51             | –                   | –             | –                | –               | –               | 20             | 14             | –                  | –                  | –               | –                  | 49           | 7            | 11           | 6           | 6            | 16            | 11            |
| Ivar Mobekk | –                | –                            | –               | –                   | –                | –              | –                   | –             | –                | 4               | 9               | –              | –              | 7                  | 2                  | 4               | 2                  | 27           | 39           | 36           | 46          | –            | 23            | 5             |
| Terje Ødegaard | 39               | 32                           | 73              | 53                  | –                | –              | –                   | –             | –                | –               | –               | –              | –              | –                  | –                  | –               | –                  | –            | –            | –            | –           | –            | –             | –             |
| Roger Ruud | 3                | 17                           | 5               | 5                   | 1                | 1              | 2                   | 3             | 33               | –               | –               | 7              | 15             | 13                 | 14                 | 1               | 1                  | –            | –            | 8            | 1           | 3            | 14            | 36            |
| Johan Sætre | 18               | 6                            | 8               | 7                   | 20               | 13             | 4                   | 1             | 4                | –               | –               | 6              | 5              | 2                  | 4                  | –               | –                  | 5            | 6            | 3            | 3           | 5            | 24            | 18            |
| Jan Erik Strømberg | –                | –                            | –               | –                   | –                | –              | –                   | –             | –                | –               | –               | –              | –              | –                  | –                  | –               | –                  | –            | –            | –            | 47          | –            | –             | –             |
| Jan Henrik Trøen | –                | –                            | –               | –                   | –                | –              | –                   | –             | –                | –               | –               | –              | –              | –                  | –                  | 11              | 13                 | –            | –            | –            | 51          | –            | –             | –             |
| Ole Erik Tvedt | –                | –                            | –               | –                   | –                | –              | –                   | –             | –                | 11              | 11              | –              | –              | 23                 | 29                 | –               | –                  | –            | –            | –            | –           | 14           | –             | –             |
| Stein Eric Tveiten | –                | –                            | –               | –                   | –                | –              | 26                  | 25            | 28               | –               | –               | –              | –              | –                  | –                  | 6               | 9                  | –            | –            | –            | –           | –            | –             | –             |
| NRD |                  |                              |                 |                     |                  |                |                     |               |                  |                 |                 |                |                |                    |                    |                 |                    |              |              |              |             |              |               |               |
| Mathias Buse | 9                | 9                            | 30              | 6                   | –                | –              | –                   | –             | –                | –               | –               | –              | –              | –                  | –                  | –               | –                  | –            | –            | 18           | 13          | –            | 28            | 33            |
| Manfred Deckert | 17               | 76                           | 16              | 31                  | –                | –              | –                   | –             | –                | –               | –               | 22             | 45             | –                  | –                  | –               | –                  | –            | –            | 42           | 11          | –            | 26            | 7             |
| Harald Duschek | –                | –                            | –               | –                   | –                | –              | –                   | –             | –                | –               | –               | –              | –              | –                  | –                  | –               | –                  | –            | –            | 15           | 45          | –            | –             | –             |
| Holger Freitag | 52               | 95                           | 64              | 59                  | –                | –              | –                   | –             | –                | –               | –               | –              | –              | –                  | –                  | –               | –                  | –            | –            | 56           | 34          | –            | –             | –             |
| Henry Glaß | –                | –                            | –               | –                   | –                | –              | –                   | –             | –                | –               | –               | 14             | 10             | –                  | –                  | –               | –                  | –            | –            | 16           | 9           | –            | –             | –             |
| Thomas Meisinger | 6                | 22                           | 21              | 17                  | –                | –              | –                   | –             | –                | –               | –               | –              | –              | –                  | –                  | –               | –                  | –            | –            | 22           | 41          | –            | –             | –             |
| Ulrich Pscherra | 13               | 13                           | 36              | 34                  | –                | –              | –                   | –             | –                | –               | –               | –              | –              | –                  | –                  | –               | –                  | –            | –            | –            | –           | –            | –             | –             |
| Jens Weißflog | 90               | 79                           | –               | –                   | –                | –              | –                   | –             | –                | –               | –               | –              | –              | –                  | –                  | –               | –                  | –            | –            | –            | –           | –            | –             | –             |
| Axel Zitzmann | 63               | 19                           | 11              | 72                  | –                | –              | –                   | –             | –                | –               | –               | –              | –              | –                  | –                  | –               | –                  | –            | –            | –            | –           | –            | 3             | 41            |
| Polska |                  |                              |                 |                     |                  |                |                     |               |                  |                 |                 |                |                |                    |                    |                 |                    |              |              |              |             |              |               |               |
| Tadeusz Bafia | –                | –                            | –               | –                   | –                | –              | –                   | –             | –                | –               | –               | –              | –              | –                  | –                  | –               | –                  | 71           | 56           | 70           | –           | –            | 60            | 65            |
| Stanisław Bobak | 15               | 16                           | 37              | 43                  | 16               | 14             | 24                  | 23            | 8                | –               | –               | –              | –              | –                  | –                  | –               | –                  | 20           | 24           | 26           | 15          | –            | 20            | 13            |
| Janusz Duda | –                | –                            | –               | –                   | 60               | 61             | –                   | –             | –                | –               | –               | –              | –              | –                  | –                  | –               | –                  | –            | –            | –            | –           | –            | –             | –             |
| Piotr Fijas | 40               | 57                           | 19              | 48                  | 17               | 22             | 44                  | 27            | 14               | –               | –               | –              | –              | –                  | –                  | –               | –                  | 14           | 11           | 20           | 18          | 9            | 49            | 8             |
| Jacek Gąsienica-Mracielnik | –                | –                            | –               | –                   | 66               | –              | –                   | –             | –                | –               | –               | –              | –              | –                  | –                  | –               | –                  | –            | –            | –            | –           | –            | –             | –             |
| Jan Łoniewski | 75               | 71                           | 90              | 74                  | 41               | 37             | 51                  | 43            | 37               | –               | –               | –              | –              | –                  | –                  | –               | –                  | –            | –            | –            | –           | –            | –             | –             |
| Mirosław Pytel | –                | –                            | –               | –                   | 65               | 53             | –                   | –             | –                | –               | –               | –              | –              | –                  | –                  | –               | –                  | –            | –            | –            | –           | –            | –             | –             |
| Henryk Tajner | 95               | 60                           | 85              | 49                  | 28               | 44             | 46                  | 51            | 48               | –               | –               | –              | –              | –                  | –                  | –               | –                  | –            | –            | –            | –           | –            | –             | –             |
| Zenon Węgrzynkiewicz | –                | –                            | –               | –                   | –                | –              | –                   | –             | –                | –               | –               | –              | –              | –                  | –                  | –               | –                  | 64           | 54           | 62           | –           | –            | 61            | 46            |
| Bogdan Zwijacz | –                | –                            | –               | –                   | 62               | 65             | –                   | –             | –                | –               | –               | –              | –              | –                  | –                  | –               | –                  | –            | –            | –            | –           | –            | –             | –             |
| RFN |                  |                              |                 |                     |                  |                |                     |               |                  |                 |                 |                |                |                    |                    |                 |                    |              |              |              |             |              |               |               |
| Andreas Bauer | 71               | 24                           | 33              | 54                  | –                | –              | –                   | –             | –                | –               | –               | –              | –              | –                  | –                  | –               | –                  | –            | –            | –            | –           | –            | 21            | 6             |
| Uli Boll | 35               | 11                           | 35              | 44                  | –                | –              | 24                  | 21            | 20               | –               | –               | 29             | 19             | –                  | –                  | –               | –                  | 53           | 47           | 50           | 40          | –            | 43            | 25            |
| Joachim Ernst | 31               | 7                            | 29              | 27                  | –                | –              | 36                  | 31            | 29               | –               | –               | –              | –              | 39                 | 22                 | 18              | 12                 | 52           | 57           | –            | –           | –            | –             | –             |
| Thomas Klauser | 24               | 77                           | 52              | 25                  | –                | –              | –                   | –             | –                | –               | –               | –              | –              | –                  | –                  | –               | –                  | –            | –            | –            | –           | –            | 10            | 16            |
| Thomas Müller | 64               | –                            | –               | –                   | –                | –              | –                   | –             | –                | –               | –               | –              | –              | –                  | –                  | –               | –                  | –            | –            | –            | –           | –            | –             | –             |
| Thomas Prosser | 53               | 36                           | 48              | 67                  | –                | –              | –                   | –             | –                | –               | –               | –              | –              | 25                 | 26                 | –               | –                  | –            | –            | –            | –           | –            | –             | –             |
| Peter Rohwein | 20               | 42                           | 32              | 9                   | –                | –              | 35                  | 28            | 12               | –               | –               | 61             | 40             | –                  | –                  | –               | –                  | –            | –            | –            | –           | –            | –             | –             |
| Christoph Schwarz | 14               | 44                           | 38              | 41                  | –                | –              | 15                  | 22            | 32               | –               | –               | 16             | 23             | –                  | –                  | –               | –                  | 54           | 28           | 33           | –           | –            | 57            | 12            |
| Hubert Schwarz | 11               | 80                           | –               | –                   | –                | –              | –                   | –             | –                | –               | –               | –              | –              | –                  | –                  | –               | –                  | –            | –            | –            | –           | –            | –             | –             |
| Peter Schwinghammer | 23               | 52                           | 16              | 38                  | –                | –              | 42                  | 33            | 30               | –               | –               | 25             | 22             | –                  | –                  | –               | –                  | –            | –            | –            | –           | –            | –             | –             |
| Georg Waldvogel | 61               | 67                           | –               | –                   | –                | –              | –                   | 38            | 64               | –               | –               | –              | –              | 40                 | 34                 | –               | –                  | 37           | 50           | 57           | –           | –            | 40            | 29            |
| Lorenz Wegscheider | 87               | 64                           | –               | –                   | –                | –              | –                   | –             | –                | –               | –               | –              | –              | –                  | –                  | –               | –                  | –            | –            | –            | –           | –            | –             | –             |
| Hermann Weinbuch | 19               | –                            | –               | –                   | –                | –              | –                   | –             | –                | –               | –               | –              | –              | –                  | –                  | –               | –                  | –            | –            | –            | –           | –            | –             | –             |
| Albert Wursthorn | 77               | 46                           | –               | –                   | –                | –              | –                   | –             | –                | 13              | 6               | –              | –              | 24                 | 7                  | 17              | 15                 | 51           | 26           | 51           | 44          | –            | –             | –             |
| Stany Zjednoczone |                  |                              |                 |                     |                  |                |                     |               |                  |                 |                 |                |                |                    |                    |                 |                    |              |              |              |             |              |               |               |
| Pat Ahern | –                | –                            | –               | –                   | –                | –              | 67                  | 71            | 66               | –               | –               | –              | –              | –                  | –                  | –               | –                  | –            | –            | –            | –           | –            | –             | –             |
| Landis Arnold | –                | –                            | –               | –                   | 58               | 42             | 60                  | 65            | 59               | 13              | –               | –              | –              | –                  | –                  | –               | –                  | –            | –            | –            | –           | –            | –             | –             |
| John Broman | 79               | 85                           | 79              | 37                  | –                | –              | –                   | –             | –                | 3               | 8               | –              | –              | 15                 | 1                  | –               | –                  | 48           | 42           | 52           | –           | –            | –             | –             |
| Gary Crawford | –                | –                            | –               | –                   | –                | –              | 63                  | 66            | 56               | –               | –               | –              | –              | 63                 | –                  | –               | –                  | –            | –            | –            | –           | –            | –             | –             |
| Jeff Davis | 46               | 31                           | 56              | 28                  | –                | –              | –                   | –             | –                | –               | –               | 18             | 13             | 16                 | 37                 | 7               | 14                 | 28           | 12           | 54           | –           | –            | 25            | 58            |
| Jim Denney | 57               | 34                           | –               | –                   | –                | –              | –                   | –             | –                | –               | –               | 28             | 29             | 32                 | 39                 | –               | –                  | –            | –            | –            | –           | –            | –             | –             |
| John Denney | –                | –                            | 50              | 50                  | –                | –              | –                   | –             | –                | –               | –               | –              | –              | 13                 | 10                 | –               | –                  | 50           | 35           | 32           | –           | –            | –             | –             |
| Jim Gabouriault | –                | –                            | –               | –                   | –                | –              | –                   | –             | –                | –               | –               | –              | –              | –                  | –                  | –               | 23                 | –            | –            | –            | –           | –            | –             | –             |
| Jim Grahek | –                | –                            | –               | –                   | 53               | 55             | 52                  | 58            | 35               | –               | 12              | –              | –              | –                  | –                  | –               | –                  | –            | –            | –            | –           | –            | –             | –             |
| Jeff Hastings | –                | –                            | –               | –                   | 42               | 33             | 23                  | 15            | 17               | –               | –               | 17             | 18             | 4                  | 18                 | –               | –                  | –            | –            | –            | –           | –            | –             | –             |
| Terry Kern | –                | –                            | –               | –                   | –                | –              | –                   | –             | –                | –               | 14              | –              | –              | –                  | –                  | –               | –                  | 59           | 62           | 59           | –           | –            | –             | –             |
| Mark Kinney | –                | –                            | –               | –                   | –                | –              | –                   | –             | –                | –               | –               | –              | –              | –                  | –                  | –               | 35                 | –            | –            | –            | –           | –            | –             | –             |
| Kerry Lynch | –                | –                            | –               | –                   | –                | –              | 29                  | 42            | 52               | –               | –               | –              | –              | 53                 | –                  | –               | –                  | –            | –            | –            | –           | –            | –             | –             |
| Jim Maki | –                | –                            | –               | –                   | 24               | 43             | 21                  | 26            | 27               | 8               | –               | –              | –              | –                  | –                  | –               | –                  | –            | –            | –            | –           | –            | –             | –             |
| Chris McNeill | –                | –                            | –               | –                   | –                | –              | –                   | –             | –                | –               | –               | –              | –              | 59                 | 52                 | –               | –                  | –            | –            | –            | –           | –            | –             | –             |
| Dave Solner | –                | –                            | –               | –                   | –                | –              | –                   | –             | –                | –               | –               | –              | –              | –                  | –                  | –               | 49                 | –            | –            | –            | –           | –            | –             | –             |
| Tim Williams | –                | –                            | –               | –                   | 26               | 21             | 30                  | –             | –                | –               | –               | –              | –              | –                  | –                  | –               | 11                 | 34           | 51           | 69           | –           | –            | –             | –             |
| Reed Zuehlke | 72               | 63                           | 14              | 45                  | –                | –              | –                   | –             | –                | –               | –               | 10             | 20             | 18                 | 9                  | 12              | 19                 | 57           | 41           | 38           | 38          | –            | 51            | 48            |
| Szwajcaria |                  |                              |                 |                     |                  |                |                     |               |                  |                 |                 |                |                |                    |                    |                 |                    |              |              |              |             |              |               |               |
| Ernst Beetschen | –                | –                            | –               | –                   | –                | –              | –                   | 68            | –                | –               | –               | –              | –              | –                  | –                  | –               | –                  | –            | –            | –            | –           | –            | –             | –             |
| Toni Berchten | –                | –                            | –               | –                   | –                | –              | –                   | 75            | –                | –               | –               | –              | –              | –                  | –                  | –               | –                  | –            | –            | –            | –           | –            | –             | –             |
| Benito Bonetti | 100              | 86                           | 96              | 85                  | –                | –              | 40                  | 53            | 46               | –               | –               | 27             | 31             | –                  | –                  | –               | –                  | –            | –            | –            | –           | –            | 67            | 35            |
| Paul Egloff | 73               | 68                           | 60              | 83                  | –                | –              | 43                  | 47            | 53               | 15              | 4               | –              | –              | 22                 | 48                 | –               | –                  | –            | –            | –            | –           | –            | 41            | 51            |
| Roland Glas | 82               | 90                           | –               | –                   | –                | –              | 62                  | 69            | –                | –               | –               | –              | –              | –                  | –                  | –               | –                  | –            | –            | –            | –           | –            | –             | –             |
| Christian Hauswirth | –                | –                            | –               | –                   | –                | –              | –                   | 70            | –                | –               | –               | –              | –              | –                  | –                  | –               | –                  | –            | –            | –            | –           | –            | –             | –             |
| Walter Hurschler | –                | –                            | –               | –                   | –                | –              | –                   | 76            | –                | –               | –               | –              | –              | –                  | –                  | –               | –                  | –            | –            | –            | –           | –            | –             | –             |
| Georges Jaquiéry | 94               | 80                           | 69              | 78                  | 48               | 50             | 57                  | 57            | 63               | –               | –               | –              | –              | –                  | –                  | –               | 40                 | –            | –            | –            | –           | –            | –             | –             |
| Karl Lustenberger | –                | –                            | –               | –                   | –                | –              | –                   | 46            | 54               | –               | –               | 41             | 57             | –                  | –                  | –               | –                  | –            | –            | –            | –           | –            | –             | –             |
| Roland Muellner | –                | –                            | –               | –                   | –                | –              | –                   | 74            | –                | –               | –               | –              | –              | –                  | –                  | –               | 47                 | –            | –            | –            | –           | –            | –             | –             |
| Daniel Perret | –                | –                            | –               | –                   | –                | –              | –                   | 73            | –                | –               | –               | –              | –              | –                  | –                  | –               | –                  | –            | –            | –            | –           | –            | –             | –             |
| Fabrice Piazzini | –                | –                            | –               | –                   | –                | –              | 64                  | 67            | –                | –               | –               | –              | –              | –                  | –                  | –               | –                  | –            | –            | –            | –           | –            | –             | –             |
| Pascal Reymond | –                | –                            | –               | –                   | –                | –              | –                   | 59            | –                | –               | –               | –              | –              | –                  | –                  | –               | –                  | –            | –            | –            | –           | –            | –             | –             |
| Olivier Schmid | –                | –                            | –               | –                   | –                | –              | 65                  | 63            | –                | –               | –               | –              | –              | –                  | –                  | –               | 42                 | –            | –            | –            | –           | –            | –             | –             |
| Placide Schmidinger | 48               | 98                           | 68              | 29                  | 35               | 60             | 41                  | 41            | 31               | –               | –               | –              | –              | –                  | –                  | –               | –                  | –            | –            | –            | –           | –            | 80            | –             |
| Hansjörg Sumi | 22               | 56                           | 27              | 36                  | 33               | 18             | 22                  | 18            | 26               | –               | 14              | –              | –              | 20                 | 42                 | –               | 10                 | –            | –            | –            | 25          | –            | 37            | 30            |
| Szwecja |                  |                              |                 |                     |                  |                |                     |               |                  |                 |                 |                |                |                    |                    |                 |                    |              |              |              |             |              |               |               |
| Ulf Åström | –                | –                            | –               | –                   | –                | –              | –                   | –             | –                | –               | –               | –              | –              | –                  | –                  | –               | –                  | –            | –            | 74           | –           | –            | –             | –             |
| Per Balkåsen | 55               | 69                           | 59              | –                   | –                | –              | –                   | –             | –                | –               | –               | 18             | 21             | 33                 | 12                 | –               | –                  | –            | –            | 43           | –           | –            | –             | –             |
| Anders Daun | 103              | 97                           | 98              | 75                  | –                | –              | –                   | –             | –                | –               | –               | –              | –              | –                  | –                  | –               | –                  | –            | –            | 44           | –           | –            | –             | –             |
| Stefan Hallen | –                | –                            | –               | –                   | –                | –              | –                   | –             | –                | –               | –               | –              | –              | –                  | –                  | –               | –                  | –            | –            | 71           | –           | –            | –             | –             |
| Jan Holmlund | 26               | 27                           | 34              | 52                  | –                | –              | 28                  | 17            | 23               | –               | –               | –              | –              | –                  | –                  | –               | –                  | –            | –            | 41           | 42          | –            | –             | –             |
| Tomas Jernkrook | 96               | –                            | 89              | 86                  | –                | –              | –                   | –             | –                | –               | –               | –              | –              | –                  | –                  | –               | 32                 | –            | –            | –            | –           | –            | –             | –             |
| Kenny Johannesen | –                | –                            | –               | –                   | –                | –              | –                   | –             | –                | –               | –               | –              | –              | –                  | –                  | –               | –                  | –            | –            | 65           | –           | –            | –             | –             |
| Christer Karlsson | –                | –                            | –               | –                   | –                | –              | –                   | –             | –                | –               | –               | –              | –              | –                  | –                  | –               | –                  | –            | –            | 58           | –           | –            | –             | –             |
| Roger Karlsson | –                | –                            | –               | –                   | –                | –              | –                   | –             | –                | –               | –               | 53             | 37             | 41                 | 55                 | –               | –                  | –            | –            | 46           | –           | –            | –             | –             |
| Peter Lind | –                | –                            | –               | –                   | –                | –              | –                   | –             | –                | –               | –               | –              | –              | –                  | –                  | –               | –                  | –            | –            | 73           | –           | –            | –             | –             |
| Håkon Lindbäck | –                | –                            | –               | –                   | –                | –              | –                   | –             | –                | –               | –               | –              | –              | –                  | –                  | –               | –                  | –            | –            | 60           | –           | –            | –             | –             |
| Per Ljungstrøm | –                | –                            | –               | –                   | –                | –              | –                   | –             | –                | –               | –               | –              | –              | –                  | –                  | –               | –                  | –            | –            | 64           | –           | –            | –             | –             |
| Åke Norman | –                | –                            | –               | –                   | –                | –              | –                   | –             | –                | –               | –               | –              | –              | –                  | –                  | –               | 37                 | –            | –            | 66           | –           | –            | –             | –             |
| Seppo Reijonen | –                | –                            | –               | –                   | –                | –              | –                   | –             | –                | –               | –               | –              | –              | –                  | –                  | –               | –                  | –            | –            | 66           | –           | –            | –             | –             |
| Seppo Toivonen | 54               | 45                           | 49              | 73                  | –                | –              | 18                  | 16            | 34               | –               | –               | –              | –              | –                  | –                  | –               | –                  | –            | –            | 16           | –           | –            | –             | –             |
| Lars Westerlund | –                | –                            | –               | –                   | –                | –              | 66                  | 72            | 65               | –               | –               | –              | –              | –                  | –                  | –               | –                  | –            | –            | –            | –           | –            | –             | –             |
| Węgry |                  |                              |                 |                     |                  |                |                     |               |                  |                 |                 |                |                |                    |                    |                 |                    |              |              |              |             |              |               |               |
| László Fischer | 92               | 88                           | 88              | 61                  | 57               | 64             | 57                  | 55            | 58               | –               | –               | –              | –              | –                  | –                  | –               | 39                 | 69           | 64           | –            | –           | –            | 74            | 57            |
| Gábor Gellér | 85               | 75                           | 57              | 89                  | 46               | 40             | –                   | –             | –                | –               | –               | –              | –              | –                  | –                  | –               | 22                 | 55           | 67           | –            | –           | –            | –             | 54            |
| Zoltán Kelemen | 83               | 84                           | 76              | 61                  | 63               | 62             | 61                  | 61            | 60               | –               | –               | –              | –              | –                  | –                  | –               | 34                 | 73           | 70           | –            | –           | –            | 61            | 40            |
| Włochy |                  |                              |                 |                     |                  |                |                     |               |                  |                 |                 |                |                |                    |                    |                 |                    |              |              |              |             |              |               |               |
| Gianbattista Carli | –                | –                            | –               | –                   | –                | –              | –                   | –             | –                | –               | –               | –              | –              | –                  | –                  | –               | 50                 | –            | –            | –            | –           | –            | –             | –             |
| Roberto Less | –                | –                            | –               | –                   | –                | –              | –                   | –             | –                | –               | –               | –              | –              | –                  | –                  | –               | 51                 | –            | –            | –            | –           | –            | –             | –             |
| Gian-Paolo Mosele | –                | –                            | –               | –                   | –                | –              | –                   | –             | –                | –               | –               | –              | –              | –                  | –                  | –               | 53                 | –            | –            | –            | –           | –            | –             | –             |
| Benito Olli | –                | –                            | –               | –                   | –                | –              | –                   | –             | –                | –               | –               | –              | –              | –                  | –                  | –               | 41                 | –            | –            | –            | –           | –            | –             | –             |
| Massimo Rigoni | 29               | 30                           | 51              | 51                  | 23               | 31             | –                   | –             | –                | –               | –               | 21             | 17             | 5                  | 25                 | –               | –                  | –            | –            | 19           | 33          | –            | 5             | 22            |
| Lido Tomasi | 27               | 28                           | 40              | 90                  | 43               | 36             | 37                  | 32            | 9                | –               | –               | 8              | 7              | 10                 | 17                 | –               | –                  | –            | –            | 31           | –           | –            | 42            | 19            |
| Loris Stella | 98               | 92                           | 97              | 91                  | –                | –              | 52                  | 64            | 62               | –               | –               | –              | –              | –                  | –                  | –               | 46                 | –            | –            | 61           | –           | –            | 65            | –             |
| Ivano Wegher | 88               | 82                           | 91              | 87                  | –                | –              | 45                  | 52            | 61               | –               | –               | –              | –              | –                  | –                  | –               | –                  | –            | –            | –            | –           | –            | 56            | –             |
| ZSRR |                  |                              |                 |                     |                  |                |                     |               |                  |                 |                 |                |                |                    |                    |                 |                    |              |              |              |             |              |               |               |
| Władimir Bojarincew | 79               | 58                           | 86              | 93                  | –                | –              | –                   | –             | –                | –               | –               | 24             | 24             | –                  | –                  | –               | –                  | 36           | 72           | 48           | –           | –            | 32            | 63            |
| Aleksiej Borowitin | 30               | 87                           | 52              | 21                  | 22               | 16             | 11                  | 20            | 40               | –               | –               | –              | –              | –                  | –                  | –               | –                  | –            | –            | –            | –           | –            | –             | –             |
| Władimir Czerniajew | 42               | 61                           | 28              | 75                  | 9                | 6              | 8                   | 19            | 25               | –               | –               | –              | –              | –                  | –                  | –               | –                  | 35           | 56           | 9            | 29          | –            | 22            | 56            |
| Leonid Komarow | 81               | 58                           | 46              | 40                  | 25               | 35             | 17                  | 48            | 21               | –               | –               | –              | –              | –                  | –                  | –               | –                  | 41           | 49           | 49           | 42          | –            | 35            | 17            |
| Oleg Sierow | 104              | 89                           | 92              | 84                  | –                | –              | –                   | –             | –                | –               | –               | –              | –              | 11                 | 48                 | –               | –                  | –            | –            | –            | –           | –            | –             | –             |
| Piotr Sunin | 34               | 18                           | 9               | 18                  | 13               | 3              | 34                  | 13            | 13               | –               | –               | 11             | 34             | 17                 | 31                 | –               | –                  | –            | –            | –            | –           | –            | –             | –             |
| Wadim Zacharow | –                | –                            | –               | –                   | –                | –              | –                   | –             | –                | –               | –               | –              | –              | –                  | –                  | –               | –                  | –            | –            | –            | –           | –            | 32            | 50            |
| Legenda |                  |                              |                 |                     |                  |                |                     |               |                  |                 |                 |                |                |                    |                    |                 |                    |              |              |              |             |              |               |               |
| 1–15 poniżej 15 - – Zawodnik niezgłoszony do konkursu (w przypadku pełnych wyników) lub brak danych (w przypadku braku pełnych wyników konkursu w źródłach) |                  |                              |                 |                     |                  |                |                     |               |                  |                 |                 |                |                |                    |                    |                 |                    |              |              |              |             |              |               |               |

## Klasyfikacje

### Klasyfikacja indywidualna
| Źródło  | Źródło              | Źródło | Źródło |
| Miejsce | Zawodnik            | Punkty | Strata |
| ------- | ------------------- | ------ | ------ |
| 1.      | Armin Kogler        | 205    | —      |
| 2.      | Roger Ruud          | 201    | -4     |
| 3.      | Horst Bulau         | 179    | -26    |
| 4.      | Hubert Neuper       | 166    | -39    |
| 5.      | Jari Puikkonen      | 162    | -43    |
| 6.      | Johan Sætre         | 142    | -63    |
| 7.      | Hans Wallner        | 127    | -78    |
| 8.      | Per Bergerud        | 124    | -81    |
| 9.      | Ivar Mobekk         | 91     | -114   |
| 10.     | Pentti Kokkonen     | 90     | -115   |
| 11.     | Alois Lipburger     | 88     | -117   |
| 12.     | Ole Bremseth        | 81     | -124   |
| 13.     | Primož Ulaga        | 66     | -139   |
| 14.     | Andreas Felder      | 60     | -145   |
| 15.     | Steve Collins       | 59     | -146   |
| 16.     | Jon Eilert Bøgseth  | 58     | -147   |
| 17.     | Dag Holmen Jensen   | 53     | -152   |
| 18,     | Kari Ylianttila     | 50     | -155   |
| 19.     | John Broman         | 49     | -156   |
| 20.     | Fritz Koch          | 46     | -159   |
| 21.     | Tom Levorstad       | 41     | -164   |
| 22.     | Klaus Tuchscherer   | 40     | -165   |
| 23.     | Piotr Sunin         | 36     | -169   |
| 24.     | Alfred Groyer       | 32     | -173   |
| 24.     | Władimir Czerniajew | 32     | -173   |
| 26.     | Matti Nykänen       | 30     | -175   |
| 26.     | Lido Tomasi         | 30     | -175   |
| 26.     | Ernst Vettori       | 30     | -175   |
| 29.     | Kari Heinonen       | 28     | -177   |
| 30.     | Matthias Buse       | 27     | -178   |
| 31.     | Piotr Fijas         | 24     | -181   |
| 31.     | Josef Samek         | 24     | -181   |
| 33.     | Albert Wursthorn    | 23     | -182   |
| 34.     | Massimo Rigoni      | 22     | -183   |
| 34.     | Leoš Škoda          | 22     | -183   |
| 36.     | Brane Benedik       | 21     | -184   |
| 36.     | Sveinung Kirkelund  | 21     | -184   |
| 36.     | Jouko Törmänen      | 21     | -184   |
| 39.     | Axel Zitzmann       | 20     | -185   |
| 40.     | Masahiro Akimoto    | 19     | -186   |
| 40.     | Halvor Asphol       | 19     | -186   |
| 40.     | Reed Zuehlke        | 19     | -186   |
| 43.     | Jeff Davis          | 18     | -187   |
| 44.     | Stein Eric Tveiten  | 17     | -188   |
| 45.     | Gebhard Aberer      | 16     | -189   |
| 46.     | Stanisław Bobak     | 15     | -190   |
| 46.     | Henry Glaß          | 15     | -190   |
| 46.     | Manfred Steiner     | 15     | -190   |
| 49.     | Manfred Deckert     | 14     | -191   |
| 50.     | Paul Egloff         | 13     | -192   |
| 50.     | Joachim Ernst       | 13     | -192   |
| 50.     | Jeff Hastings       | 13     | -192   |
| 53.     | Ole Erik Tvedt      | 12     | -193   |
| 54.     | František Novák     | 11     | -194   |
| 54.     | Peter Rohwein       | 11     | -194   |
| 56.     | Andreas Bauer       | 10     | -195   |
| 56.     | Thomas Meisinger    | 10     | -195   |
| 56.     | Hirokazu Yagi       | 10     | -195   |
| 59.     | John Denney         | 9      | -196   |
| 59.     | Rajko Lotrič        | 9      | -196   |
| 61.     | Jim Maki            | 8      | -197   |
| 61.     | Hansjörg Sumi       | 8      | -197   |
| 61.     | Jan Henrik Trøen    | 8      | -197   |
| 64.     | Asko Aalto          | 7      | -198   |
| 64.     | Christoph Schwarz   | 7      | -198   |
| 66.     | Thomas Klauser      | 6      | -199   |
| 66.     | Nobuo Nakatsu       | 6      | -199   |
| 66.     | Ulrich Pscherra     | 6      | -199   |
| 66.     | Pekka Tolkkinen     | 6      | -199   |
| 70.     | Uli Boll            | 5      | -200   |
| 70.     | Aleksiej Borowitin  | 5      | -200   |
| 70.     | Bogdan Norčič       | 5      | -200   |
| 70.     | Hubert Schwarz      | 5      | -200   |
| 70.     | Oleg Sierow         | 5      | -200   |
| 70.     | Tim Williams        | 5      | -200   |
| 76.     | Per Balkåsen        | 4      | -201   |
| 76.     | Jim Grahek          | 4      | -201   |
| 78.     | Landis Arnold       | 3      | -202   |
| 78.     | Josef Brzuchanski   | 3      | -202   |
| 80.     | Terry Kern          | 2      | -203   |
| 80.     | Markku Pusenius     | 2      | -203   |
| 80.     | Miroslav Slušný     | 2      | -203   |
| 83.     | Gérard Colin        | 1      | -204   |
| 83.     | Harald Duschek      | 1      | -204   |

### Klasyfikacja drużynowa
| Źródło  | Źródło            | Źródło | Źródło |
| Miejsce | Reprezentacja     | Punkty | Strata |
| ------- | ----------------- | ------ | ------ |
| 1.      | Austria           | 983    | —      |
| 2.      | Norwegia          | 981    | -2     |
| 3.      | Finlandia         | 412    | -571   |
| 4.      | Kanada            | 254    | -729   |
| 5.      | Stany Zjednoczone | 130    | -853   |
| 6.      | Jugosławia        | 101    | -882   |
| 7.      | NRD               | 93     | -890   |
| 8.      | RFN               | 80     | -903   |
| 9.      | ZSRR              | 78     | -905   |
| 10.     | Czechosłowacja    | 62     | -921   |
| 11.     | Włochy            | 52     | -931   |
| 12.     | Polska            | 39     | -944   |
| 13.     | Japonia           | 35     | -948   |
| 14.     | Szwajcaria        | 21     | -962   |
| 15.     | Szwecja           | 4      | -979   |
| 16.     | Francja           | 1      | -982   |

### KlasyfikacjaTurnieju Czterech Skoczni
| Źródło  | Źródło              | Źródło | Źródło |
| Miejsce | Zawodnik            | Punkty | Strata |
| ------- | ------------------- | ------ | ------ |
| 1.      | Hubert Neuper       | 931,0  | —      |
| 2.      | Armin Kogler        | 927,4  | -3,6   |
| 3.      | Jari Puikkonen      | 892,8  | -38,2  |
| 4.      | Roger Ruud          | 891,2  | -39,8  |
| 5.      | Per Bergerud        | 886,8  | -44,2  |
| 6.      | Hans Wallner        | 864,7  | -66,3  |
| 7.      | Johan Sætre         | 864,0  | -67,0  |
| 8.      | Matthias Buse       | 854,0  | -77,0  |
| 9.      | Pentti Kokkonen     | 841,5  | -89,5  |
| 10.     | Horst Bulau         | 835,8  | -95,2  |
| 11.     | Masahiro Akimoto    | 830,8  | -100,2 |
| 12.     | Thomas Meisinger    | 828,2  | -102,8 |
| 13.     | Kari Heinonen       | 825,3  | -105,7 |
| 14.     | Hirokazu Yagi       | 823,6  | -107,4 |
| 15.     | Piotr Sunin         | 815,4  | -115,6 |
| 16.     | Joachim Ernst       | 811,4  | -119,6 |
| 17.     | Peter Rohwein       | 804,8  | -126,2 |
| 18.     | Ulrich Pscherra     | 803,6  | -127,4 |
| 19.     | Leoš Škoda          | 798,7  | -132,3 |
| 20.     | Klaus Tuchscherer   | 797,8  | -133,2 |
| 21.     | Stanisław Bobak     | 792,7  | -138,3 |
| 22.     | Hans Millonig       | 791,6  | -139,4 |
| 23.     | Alfred Groyer       | 785,5  | -145,5 |
| 24.     | Uli Boll            | 784,6  | -146,4 |
| 25.     | Fritz Koch          | 769,1  | -161,9 |
| 26.     | Christoph Schwarz   | 768,5  | -162,5 |
| 27.     | Primož Ulaga        | 767,0  | -164,0 |
| 28.     | Kari Ylianttila     | 731,9  | -199,1 |
| 29.     | Jan Holmlund        | 693,2  | -237,8 |
| 30.     | Peter Schwinghammer | 683,2  | -247,8 |
| 31.     | Massimo Rigoni      | 674,3  | -256,7 |
| 32.     | Hansjörg Sumi       | 671,8  | -259,2 |
| 33.     | Josef Samek         | 666,1  | -264,9 |
| 34.     | Jeff Davis          | 661,1  | -269,9 |
| 35.     | Piotr Fijas         | 660,9  | -270,1 |
| 36.     | Lido Tomasi         | 658,6  | -272,4 |
| 37.     | Steve Collins       | 658,4  | -272,6 |
| 38.     | Jouko Törmänen      | 653,3  | -277,7 |
| 39.     | Jari Pulkkinen      | 637,8  | -293,2 |
| 40.     | John Denney         | 631,0  | -300,0 |
| 41.     | Manfred Deckert     | 611,7  | -319,3 |
| 42.     | Thomas Klauser      | 597,4  | -333,6 |
| 43.     | Axel Zitzmann       | 582,0  | -349,0 |
| 44.     | Bogdan Norčič       | 577,7  | -353,3 |
| 45.     | Brane Benedik       | 571,7  | -359,3 |
| 46.     | Andreas Bauer       | 571,3  | -359,7 |
| 47.     | Aleksiej Borowitin  | 569,6  | -361,4 |
| 48.     | Keijo Korhonen      | 564,9  | -366,1 |
| 49.     | Tom Levorstad       | 563,9  | -367,1 |
| 50.     | Terje Ødegaard      | 563,3  | -367,7 |
| 51.     | Thomas Prosser      | 552,1  | -378,9 |
| 52.     | Seppo Toivonen      | 533,6  | -397,4 |
| 53.     | Leonid Komarow      | 529,4  | -401,6 |
| 54.     | Władimir Czerniajew | 483,2  | -447,8 |
| 55.     | Reed Zuehlke        | 471,4  | -459,6 |
| 56.     | Placide Schmidinger | 465,7  | -465,3 |
| 57.     | Shin’ichi Tanaka    | 452,1  | -478,9 |
| 58.     | Satoru Matsuhashi   | 441,3  | -489,7 |
| 59.     | Ron Richards        | 440,8  | -490,2 |
| 60.     | Sakae Tsuruga       | 352,9  | -578,1 |
| 61.     | John Broman         | 339,4  | -591,6 |
| 62.     | Rajko Lotrič        | 338,4  | -592,6 |
| 63.     | Jon Eilert Bøgseth  | 337,5  | -593,5 |
| 64.     | Henryk Tajner       | 315,9  | -615,1 |
| 65.     | Yūji Kawamura       | 305,9  | -625,1 |
| 66.     | Gérard Colin        | 303,1  | -627,9 |
| 67.     | Jiří Parma          | 302,8  | -628,2 |
| 68.     | Willi Pürstl        | 293,6  | -637,4 |
| 69.     | Manfred Steiner     | 284,6  | -646,4 |
| 70.     | Ernst Vettori       | 279,0  | -652,0 |
| 71.     | Andreas Felder      | 277,1  | -653,9 |
| 72.     | Alois Lipburger     | 275,1  | -655,9 |
| 73.     | Holger Freitag      | 269,9  | -661,1 |
| 74.     | Masaru Nagaoka      | 260,1  | -670,9 |
| 75.     | Albert Wursthorn    | 255,8  | -675,2 |
| 76.     | Josef Brzuchanski   | 253,9  | -677,1 |
| 77.     | Zoltán Kelemen      | 249,1  | -681,9 |
| 78.     | Paul Egloff         | 248,2  | -682,8 |
| 79.     | Bohumil Vacek       | 247,0  | -684,0 |
| 80.     | Georg Waldvogel     | 245,9  | -685,1 |
| 81.     | Gábor Gellér        | 238,4  | -692,6 |
| 82.     | László Fischer      | 235,1  | -695,9 |
| 83.     | Jan Łoniewski       | 234,5  | -696,5 |
| 84.     | Hubert Schwarz      | 232,4  | -698,6 |
| 85.     | Georges Jaquiéry    | 231,3  | -699,7 |
| 86.     | Miro Bizjak         | 227,5  | -703,5 |
| 87.     | Hermann Weinbuch    | 224,7  | -706,3 |
| 88.     | Tom Thompson        | 220,2  | -710,8 |
| 89.     | Władimir Bojarincew | 216,0  | -715,0 |
| 90.     | Ivano Wegher        | 213,9  | -717,1 |
| 91.     | Tomas Jernkrook     | 210,8  | -720,2 |
| 92.     | Bernard Moullier    | 203,0  | -728,0 |
| 93.     | Benito Bonetti      | 198,8  | -732,2 |
| 94.     | Anders Daun         | 192,4  | -738,6 |
| 95.     | Oleg Sierow         | 190,7  | -740,3 |
| 96.     | Per Balkåsen        | 189,1  | -741,9 |
| 97.     | Rikiya Jinno        | 188,8  | -742,2 |
| 98.     | Loris Stella        | 185,8  | -745,2 |
| 99.     | Ángel Janiquet      | 185,6  | -745,4 |
| 100.    | Marjan Urbančič     | 174,8  | -756,2 |
| 101.    | Philippe Jacoberger | 173,7  | -757,3 |
| 102.    | Bernard Guillaume   | 167,2  | -763,8 |
| 103.    | Thierry Sauvanet    | 161,2  | -769,8 |
| 104.    | Heinz Koch          | 154,4  | -776,6 |
| 105.    | Rupert Hirner       | 141,2  | -789,8 |
| 106.    | Alfred Lengauer     | 133,6  | -797,4 |
| 107.    | Thomas Müller       | 97,2   | -833,8 |
| 108.    | Roland Glas         | 88,3   | -842,7 |
| 109.    | Lorenz Wegscheider  | 84,5   | -846,5 |
| 110.    | Jens Weißflog       | 81,9   | -849,1 |
| 111.    | Andrej Kaizer       | 81,0   | -850,0 |

### KlasyfikacjaTurnieju Czeskiego
| Miejsce | Zawodnik                   | Punkty | Strata |
| ------- | -------------------------- | ------ | ------ |
| 1.      | Roger Ruud                 | 494,8  | —      |
| 2.      | Armin Kogler               | 480,0  | -14,8  |
| 3.      | Hans Wallner               | 468,7  | -26,1  |
| 4.      | Per Bergerud               | 464,0  | -30,8  |
| 5.      | Horst Bulau                | 459,2  | -35,6  |
| 6.      | Hubert Neuper              | 458,8  | -36,0  |
| 7.      | Josef Samek                | 450,6  | -44,2  |
| 8.      | Leoš Škoda                 | 450,1  | -44,7  |
| 9.      | Władimir Czerniajew        | 446,6  | -48,2  |
| 10.     | Piotr Sunin                | 444,2  | -50,6  |
| 11.     | Pentti Kokkonen            | 441,2  | -53,6  |
| 12.     | Klaus Tuchscherer          | 435,1  | -59,7  |
| 13.     | Kari Ylianttila            | 428,6  | -66,2  |
| 14.     | Alfred Groyer              | 422,5  | -72,3  |
| 15.     | Stanisław Bobak            | 422,4  | -72,4  |
| 16.     | Johan Sætre                | 418,8  | -76,0  |
| 17.     | Aleksiej Borowitin         | 416,5  | -78,3  |
| 18.     | Pekka Tolkkinen            | 413,2  | -81,6  |
| 19.     | Piotr Fijas                | 408,7  | -86,1  |
| 20.     | Tim Williams               | 402,5  | -92,3  |
| 21.     | Hansjörg Sumi              | 399,2  | -95,6  |
| 22.     | Hans Millonig              | 399,1  | -95,7  |
| 23.     | Steve Collins              | 396,1  | -98,7  |
| 24.     | Ján Jelenský               | 395,9  | -98,9  |
| 25.     | Jiří Parma                 | 393,8  | -101,0 |
| 26.     | Massimo Rigoni             | 391,8  | -103,0 |
| 27.     | Jozef Hýsek                | 391,2  | -103,6 |
| 28.     | Asko Aalto                 | 390,2  | -104,6 |
| 29.     | Leonid Komarow             | 384,6  | -110,2 |
| 30.     | Ján Tánczos                | 384,4  | -110,4 |
| 31.     | Bohumil Vacek              | 383,6  | -111,2 |
| 32.     | Jim Maki                   | 379,7  | -115,1 |
| 33.     | Henryk Tajner              | 373,5  | -121,3 |
| 34.     | Brane Benedik              | 372,4  | -122,4 |
| 35.     | Rajko Lotrič               | 367,7  | -127,1 |
| 36.     | Matti Nykänen              | 366,7  | -128,1 |
| 37.     | Tom Levorstad              | 365,4  | -129,4 |
| 38.     | Primož Ulaga               | 363,3  | -131,5 |
| 39.     | Jan Łoniewski              | 363,2  | -131,6 |
| 40.     | Miroslav Slušný            | 362,3  | -132,5 |
| 41.     | Jeff Hastings              | 360,6  | -134,2 |
| 42.     | Markku Pusenius            | 360,0  | -134,8 |
| 43.     | František Novák            | 359,9  | -134,9 |
| 44.     | Lido Tomasi                | 357,5  | -137,3 |
| 45.     | Placide Schmidinger        | 351,5  | -143,3 |
| 46.     | Gábor Gellér               | 349,7  | -145,1 |
| 47.     | Břetislav Novák            | 347,1  | -147,7 |
| 48.     | Ladislav Jirásko           | 343,1  | -151,7 |
| 49.     | Georges Jaquiéry           | 339,5  | -155,3 |
| 50.     | Milan Kontur               | 336,7  | -158,1 |
| 51.     | Landis Arnold              | 333,9  | -160,9 |
| 52.     | Ron Richards               | 332,0  | -162,8 |
| 53.     | Josef Brzuchanski          | 331,8  | -163,0 |
| 54.     | Jim Grahek                 | 330,4  | -164,4 |
| 55.     | Tom Thompson               | 328,0  | -166,8 |
| 56.     | Jiří Malec                 | 327,1  | -167,7 |
| 57.     | Vlastibor Sedlák           | 326,0  | -168,8 |
| 58.     | Ivo Felix                  | 317,2  | -177,6 |
| 59.     | Janusz Duda                | 315,4  | -179,4 |
| 60.     | László Fischer             | 315,2  | -179,6 |
| 61.     | Jiří Balcar                | 312,5  | -182,3 |
| 62.     | Jindřich Mayer             | 308,5  | -186,3 |
| 63.     | Zoltán Kelemen             | 298,1  | -196,7 |
| 64.     | Mirosław Pytel             | 286,0  | -208,8 |
| 65.     | Bogdan Zwijacz             | 283,0  | -211,8 |
| 66.     | Jacek Gąsienica-Mracielnik | 112,4  | -382,4 |

### KlasyfikacjaTurnieju Szwajcarskiego
| Miejsce | Zawodnik            | Punkty | Strata |
| ------- | ------------------- | ------ | ------ |
| 1.      | Armin Kogler        | 753,6  | —      |
| 2.      | Hubert Neuper       | 740,2  | -13,4  |
| 3.      | Johan Sætre         | 738,8  | -14,8  |
| 4.      | Pentti Kokkonen     | 735,9  | -17,7  |
| 5.      | Per Bergerud        | 732,8  | -20,8  |
| 6.      | Hans Wallner        | 723,4  | -30,2  |
| 7.      | Klaus Tuchscherer   | 715,4  | -38,2  |
| 8.      | Jari Puikkonen      | 707,3  | -46,3  |
| 9.      | Kari Ylianttila     | 703,2  | -50,4  |
| 10.     | Roger Ruud          | 696,9  | -56,7  |
| 11.     | Kari Heinonen       | 689,0  | -64,6  |
| 12.     | Alois Lipburger     | 688,4  | -65,2  |
| 13.     | Halvor Asphol       | 687,6  | -66    |
| 14.     | Stanisław Bobak     | 682,4  | -71,2  |
| 15.     | Piotr Sunin         | 681,5  | -72,1  |
| 16.     | Władimir Czerniajew | 674,8  | -78,8  |
| 17.     | Jeff Hastings       | 673,9  | -79,7  |
| 18.     | Alfred Groyer       | 669,7  | -83,9  |
| 19.     | Primož Ulaga        | 669,2  | -84,4  |
| 20.     | Peter Rohwein       | 666,8  | -86,8  |
| 21.     | Lido Tomasi         | 665,7  | -87,9  |
| 22.     | Uli Boll            | 658,1  | -95,5  |
| 23.     | Aleksiej Borowitin  | 654,9  | -98,7  |
| 24.     | Seppo Toivonen      | 654,4  | -99,2  |
| 25.     | Christoph Schwarz   | 654,3  | -99,3  |
| 26.     | Piotr Fijas         | 654,2  | -99,4  |
| 27.     | Hansjörg Sumi       | 653,7  | -99,9  |
| 28.     | Jan Holmlund        | 651,5  | -102,1 |
| 29.     | Jim Maki            | 649,5  | -104,1 |
| 30.     | Willi Pürstl        | 644,2  | -109,4 |
| 31.     | Leonid Komarow      | 643,2  | -110,4 |
| 32.     | Stein Eric Tveiten  | 643,1  | -110,5 |
| 33.     | Joachim Ernst       | 632,5  | -121,1 |
| 34.     | Rajko Lotrič        | 628,8  | -124,8 |
| 35.     | Gérard Colin        | 626,6  | -127,0 |
| 36.     | Kazuhiro Akimoto    | 624,9  | -128,7 |
| 37.     | Peter Schwinghammer | 623,3  | -130,3 |
| 38.     | Placide Schmidinger | 616,8  | -136,8 |
| 39.     | Hans Millonig       | 602,5  | -151,1 |
| 40.     | Brane Benedik       | 598,5  | -155,1 |
| 41.     | Philippe Jacoberger | 575,0  | -178,6 |
| 42.     | Nobuo Nakatsu       | 565,4  | -188,2 |
| 43.     | Kerry Lynch         | 505,1  | -248,5 |
| 44.     | Jan Łoniewski       | 499,1  | -254,5 |
| 45.     | Paul Egloff         | 483,3  | -270,3 |
| 46.     | Miroslav Slušný     | 479,5  | -274,1 |
| 47.     | Benito Bonetti      | 478,3  | -275,3 |
| 48.     | Osamu Tanemura      | 475,6  | -278,0 |
| 49.     | Terumi Hashimoto    | 470,8  | -282,8 |
| 50.     | Henryk Tajner       | 469,4  | -284,2 |
| 51.     | Bernard Guillaume   | 467,7  | -285,9 |
| 52.     | Jim Grahek          | 386,5  | -367,1 |
| 53.     | Ivano Wegher        | 370,5  | -383,1 |
| 54.     | Jan Svoboda         | 368,9  | -384,7 |
| 55.     | Karl Lustenberger   | 285,4  | -468,2 |
| 56.     | Georg Waldvogel     | 274,2  | -479,4 |
| 57.     | Patric Dubiez       | 272,0  | -481,6 |
| 58.     | László Fischer      | 263,0  | -490,6 |
| 59.     | Bernard Moullier    | 261,9  | -491,7 |
| 60.     | Zoltán Kelemen      | 255,8  | -497,8 |
| 61.     | Loris Stella        | 255,7  | -497,9 |
| 62.     | Gary Crawford       | 254,5  | -499,1 |
| 63.     | Landis Arnold       | 254,1  | -499,5 |
| 64.     | Georges Jaquiéry    | 250,3  | -503,3 |
| 65.     | Lars Westerlund     | 226,8  | -526,8 |
| 66.     | Pat Ahern           | 213,0  | -540,6 |
| 67.     | Tim Williams        | 212,2  | -541,4 |
| 68.     | Tomás Cano          | 182,7  | -570,9 |
| 69.     | Olivier Schmid      | 176,2  | -577,4 |
| 70.     | Fabrice Piazzini    | 174,1  | -579,5 |
| 71.     | Roland Glas         | 173,2  | -580,4 |
| 72.     | Pascal Reymond      | 93,7   | -659,9 |
| 73.     | Ernst Beetschen     | 86,6   | -667,0 |
| 74.     | Christian Hauswirth | 84,8   | -668,8 |
| 75.     | Daniel Perret       | 81,5   | -672,1 |
| 76.     | Roland Muellner     | 78,2   | -675,4 |
| 77.     | Toni Berchten       | 75,4   | -678,2 |
| 78.     | Walter Hurschler    | 73,5   | -680,1 |